# Oroszország a 2000. évi nyári olimpiai játékokon
Oroszország az ausztráliai Sydneyben megrendezett 2000. évi nyári olimpiai játékok egyik részt vevő nemzete volt. Az országot az olimpián 27 sportágban 436 sportoló képviselte, akik összesen 89 érmet szereztek.

## Érmesek
| Érem  | Versenyző | Sportág       | Versenyszám                  |
| ----- | --- | ------------- | ---------------------------- |
| Arany | Szergej Kljugin | Atlétika      | Férfi magasugrás             |
| Arany | Irina Privalova | Atlétika      | Női 400 m gát                |
| Arany | Jelena Jeleszina | Atlétika      | Női magasugrás               |
| Arany | Vartyeresz Szamurgasev | Birkózás      | Kötöttfogás, 63 kg           |
| Arany | Murat Kardanov | Birkózás      | Kötöttfogás, 76 kg           |
| Arany | Murad Umahanov | Birkózás      | Szabadfogás, 63 kg           |
| Arany | Adam Szajtyijev | Birkózás      | Szabadfogás, 85 kg           |
| Arany | Szagid Murtazalijev | Birkózás      | Szabadfogás, 97 kg           |
| Arany | David Muszulbesz | Birkózás      | Szabadfogás, 130 kg          |
| Arany | Vjacseszlav Jekimov | Kerékpározás  | Férfi egyéni időfutam        |
| Arany | Nemzeti válogatott Dmitrij Filippov Vjacseszlav Gorpisin Oleg Hogykov Eduard Koksarov Gyenyisz Krivoslikov Vaszilij Kugyinov Sztanyiszlav Kulincsenko Dmitrij Kuzelev Andrej Lavrov Igor Lavrov Szergej Pogorelov Pavel Szukoszjan Dmitrij Torgovanov Alekszandr Tucskin Lev Voronyin | Kézilabda     | Férfi                        |
| Arany | Dmitrij Szautyin Igor Lukasin | Műugrás       | Férfi szinkron toronyugrás   |
| Arany | Vera Iljina Julija Pahalina | Műugrás       | Női szinkron műugrás         |
| Arany | Oleg Szaitov | Ökölvívás     | Váltósúly                    |
| Arany | Alekszandr Lebzjak | Ökölvívás     | Félnehézsúly                 |
| Arany | Dmitrij Szvatkovszkij | Öttusa        | Férfi                        |
| Arany | Szergej Alifirenko | Sportlövészet | Férfi gyorstüzelő pisztoly   |
| Arany | Olga Brusznyikina Marija Kiszeljova | Szinkronúszás | Páros                        |
| Arany | Jelena Antonova Jelena Azarova Olga Brusznyikina Marija Kiszeljova Olga Novokscsenova Irina Persina Jelena Szoja Julija Vasziljeva Olga Vaszjukova | Szinkronúszás | Csapat                       |
| Arany | Jevgenyij Kafelnyikov | Tenisz        | Férfi egyes                  |
| Arany | Alekszej Nyemov | Torna         | Férfi egyéni összetett       |
| Arany | Alekszej Nyemov | Torna         | Férfi nyújtó                 |
| Arany | Jelena Zamolodcsikova | Torna         | Női talaj                    |
| Arany | Jelena Zamolodcsikova | Torna         | Női ugrás                    |
| Arany | Szvetlana Horkina | Torna         | Női felemás korlát           |
| Arany | Julija Barszukova | Torna         | Ritmikus gimnasztika, egyéni |
| Arany | Irina Belova Natalja Lavrova Marija Nyetyeszova Jelena Salamova Vera Simanszkaja Irina Zilber | Torna         | Ritmikus gimnasztika, csapat |
| Arany | Alekszandr Moszkalenko | Torna         | Férfi trambulin              |
| Arany | Irina Karavajeva | Torna         | Női trambulin                |
| Arany | Pavel Kolobkov | Vívás         | Férfi párbajtőr, egyéni      |
| Arany | Szergej Sarikov Sztanyiszlav Pozdnyakov Alekszej Froszin | Vívás         | Férfi kard, csapat           |
| Arany | Karina Aznavurjan Tatyana Logunova Mariya Mazina Oksana Yermakova | Vívás         | Női párbajtőr, csapat        |
| Ezüst | Tatyjana Lebegyeva | Atlétika      | Női hármasugrás              |
| Ezüst | Larisza Pelesenko | Atlétika      | Női súlylökés                |
| Ezüst | Olga Kuzenkova | Atlétika      | Női kalapácsvetés            |
| Ezüst | Jelena Prohorova | Atlétika      | Női hétpróba                 |
| Ezüst | Alekszandr Karelin | Birkózás      | Kötöttfogás, 130 kg          |
| Ezüst | Arszen Gityinov | Birkózás      | Szabadfogás, 69 kg           |
| Ezüst | Ljubov Bruletova | Cselgáncs     | Női légsúly                  |
| Ezüst | Makszim Opalev | Kajak-kenu    | Férfi kenu egyes 500 m       |
| Ezüst | Okszana Grisina | Kerékpározás  | Női egyéni sprint            |
| Ezüst | Alekszandr Dobroszkok Dmitrij Szautyin | Műugrás       | Férfi szinkron műugrás       |
| Ezüst | Raimkul Malahbekov | Ökölvívás     | Harmatsúly                   |
| Ezüst | Gajdarbek Gajdarbekov | Ökölvívás     | Középsúly                    |
| Ezüst | Szultan-Ahmed Ibragimov | Ökölvívás     | Nehézsúly                    |
| Ezüst | Nemzeti válogatott Alekszandr Geraszimov Valerij Gorjusev Vagyim Hamutckih Roman Jakovlev Alekszej Kazakov Alekszej Kulesov Jevgenyij Mitykov Ruszlan Olihver Igor Sulepov Ilja Szaveljev Szergej Tyetyuhin Konsztantyin Usakov                                                       | Röplabda      | Férfi                        |
| Ezüst | Nemzeti válogatott Jevgenyija Artamonova Anasztaszija Belikova Jekatyerina Gamova Jelena Gogyina Tatyjana Gracseva Natalja Morozova Olga Potasova Ljubov Saskova Inyessza Szargszjan Jelizaveta Tyiscsenko Jelena Tyurina Jelena Vaszilevszkaja                                       | Röplabda      | Női                          |
| Ezüst | Artyom Hadzsibekov | Sportlövészet | Férfi légpuska               |
| Ezüst | Tatyjana Goldobina | Sportlövészet | Női sportpuska összetett     |
| Ezüst | Szvetlana Gyomina | Sportlövészet | Női skeet                    |
| Ezüst | Valentyina Popova | Súlyemelés    | Női 63 kg                    |
| Ezüst | Natalja Ivanova | Taekwondo     | Női nehézsúly                |
| Ezüst | Jelena Gyementyjeva | Tenisz        | Női egyes                    |
| Ezüst | Alekszej Nyemov | Torna         | Férfi talaj                  |
| Ezüst | Alekszej Bondarenko | Torna         | Férfi ugrás                  |
| Ezüst | Anna Csepeleva Szvetlana Horkina Anasztaszija Kolesznyikova Jekatyerina Lobaznyuk Jelena Produnova Jelena Zamolodcsikova | Torna         | Női csapat összetett         |
| Ezüst | Szvetlana Horkina | Torna         | Női talaj                    |
| Ezüst | Jekatyerina Lobaznyuk | Torna         | Női gerenda                  |
| Ezüst | Alekszandr Popov | Úszás         | Férfi 100 m gyors            |
| Ezüst | Nemzeti válogatott Roman Balasov Irek Zinnurov Dmitrij Sztratan Revaz Csomahidze Marat Zakirov Nyikolaj Kozlov Nyikolaj Makszimov Andrej Rekecsinszkij Szergej Garbuzov Dmitrij Gorskov Jurij Jacev Dmitrij Dugin Alekszandr Jerisov                                                  | Vízilabda     | Férfi                        |
| Bronz | Vlagyimir Andrejev | Atlétika      | Férfi 20 km gyaloglás        |
| Bronz | Makszim Taraszov | Atlétika      | Férfi rúdugrás               |
| Bronz | Gyenyisz Kapusztyin | Atlétika      | Férfi hármasugrás            |
| Bronz | Szergej Makarov | Atlétika      | Férfi gerelyhajítás          |
| Bronz | Tatyjana Kotova | Atlétika      | Női távolugrás               |
| Bronz | Julija Szotnyikova Szvetlana Goncsarenko Olga Kotljarova Irina Privalova Natalja Nazarova Oleszja Zikina | Atlétika      | Női 4 × 400 m váltó          |
| Bronz | Alekszej Gluskov | Birkózás      | Kötöttfogás, 69 kg           |
| Bronz | Jurij Sztyopkin | Cselgáncs     | Férfi félnehézsúly           |
| Bronz | Tamerlan Tmenov | Cselgáncs     | Férfi nehézsúly              |
| Bronz | Okszana Dorodnova Irina Fedotova Julija Levina Larisza Merk | Evezés        | Női négypárevezős            |
| Bronz | Alekszej Markov | Kerékpározás  | Férfi pontverseny            |
| Bronz | Olga Szljuszareva | Kerékpározás  | Női pontverseny              |
| Bronz | Dmitrij Szautyin | Műugrás       | Férfi egyéni műugrás         |
| Bronz | Dmitrij Szautyin | Műugrás       | Férfi egyéni toronyugrás     |
| Bronz | Kamil Dzsamalutgyinov | Ökölvívás     | Pehelysúly                   |
| Bronz | Alekszandr Maletyin | Ökölvívás     | Könnyűsúly                   |
| Bronz | Jevgenyij Alejnyikov | Sportlövészet | Férfi légpuska               |
| Bronz | Marija Feklisztova | Sportlövészet | Női sportpuska összetett     |
| Bronz | Alekszej Petrov | Súlyemelés    | Férfi 94 kg                  |
| Bronz | Andrej Csemerkin | Súlyemelés    | Férfi +105 kg                |
| Bronz | Makszim Aljosin Alekszej Bondarenko Dmitrij Drevin Nyikolaj Krjukov Alekszej Nyemov Jevgenyij Podgornij | Torna         | Férfi csapat összetett       |
| Bronz | Alekszej Nyemov | Torna         | Férfi korlát                 |
| Bronz | Alekszej Nyemov | Torna         | Férfi lólengés               |
| Bronz | Jekatyerina Lobaznyuk | Torna         | Női ugrás                    |
| Bronz | Jelena Produnova | Torna         | Női gerenda                  |
| Bronz | Alina Kabajeva | Torna         | Ritmikus gimnasztika, egyéni |
| Bronz | Roman Szludnov | Úszás         | Férfi 100 m mell             |
| Bronz | Dmitrij Sevcsenko | Vívás         | Férfi tőr, egyéni            |
| Bronz | Nemzeti válogatott Marina Akobija Jekatyerina Vasziljeva Jelena Szmurova Jelena Tokun Irina Tolkunova Julija Petrova Tatyjana Petrova Galina Ritova Marija Koroljova Natalja Kutuzova Szvetlana Kuzina Jekatyerina Anyikejeva Szofja Konuh                                            | Vízilabda     | Női                          |

## Asztalitenisz
Női
| Versenyző                    | Versenyszám | Selejtező         | Csoportkör | Csoportkör | 32-es főtábla                                   | Nyolcaddöntő      | Negyeddöntő       | Elődöntő          | Döntő             | Helyezés |
| Versenyző                    | Versenyszám | Ellenfél Eredmény | Ellenfél Eredmény | Hely.      | Ellenfél Eredmény                               | Ellenfél Eredmény | Ellenfél Eredmény | Ellenfél Eredmény | Ellenfél Eredmény | Helyezés |
| ---------------------------- | ----------- | ----------------- | --- | ---------- | ----------------------------------------------- | ----------------- | ----------------- | ----------------- | ----------------- | -------- |
| Galina Melnyik               | Egyes       |                   | M csoport · Wong Ching (HKG) · 16-21, 20-22, 21-19, 21-16, 17-21 · Shaimaa Abdul Aziz (EGY) · 21-6, 21-11, 21-15                       | 1.         | Li Ju (CHN) · 21-14, 17-21, 22-20, 18-21, 13-21 | kiesett           | kiesett           | kiesett           | kiesett           | 17.      |
| Irina Palina                 | Egyes       |                   | N csoport · Mary Musoke (UGA) · 21-9, 21-9, 21-18 · Song Ah Sim (HKG) · 22-20, 21-12, 24-22                                            | 1.         | Tóth Krisztina (HUN) · 15-21, 16-21, 7-21       | kiesett           | kiesett           | kiesett           | kiesett           | 17.      |
| Okszana Kuscs                | Egyes       |                   | J csoport · Otilia Bădescu (ROU) · 16-21, 21-18, 18-21, 14-21 · Lígia da Silva (BRA) · 17-21, 21-10, 21-13, 21-15                      | 2.         | kiesett                                         | kiesett           | kiesett           | kiesett           | kiesett           | 33.      |
| Galina Melnyik Okszana Kuscs | Páros       | erőnyerő          | E csoport · Románia (ROU) · Mihaela Şteff · Otilia Bădescu · 10-21, 20-22 · Nigéria (NGR) · Atisi Owoh · Kehinde Okenla · 21-16, 21-13 | 2.         |                                                 | kiesett           | kiesett           | kiesett           | kiesett           | 17.      |

## Atlétika
Férfi
| Versenyző                                                               | Versenyszám     | Előfutam | Előfutam | Előfutam | Negyeddöntő | Negyeddöntő | Negyeddöntő | Elődöntő | Elődöntő | Elődöntő | Döntő         | Döntő         |
| Versenyző                                                               | Versenyszám     | Idő      | Hely.    | Össz.    | Idő         | Hely.       | Össz.       | Idő      | Hely.    | Össz.    | Idő           | Helyezés      |
| ----------------------------------------------------------------------- | --------------- | -------- | -------- | -------- | ----------- | ----------- | ----------- | -------- | -------- | -------- | ------------- | ------------- |
| Szergej Bicskov                                                         | 100 m           | 10,68    | 6.       | 67.**    | kiesett     | kiesett     | kiesett     | kiesett  | kiesett  | kiesett  | kiesett       | kiesett       |
| Alekszandr Rjabov                                                       | 200 m           | 21,02    | 5.       | 42.      | kiesett     | kiesett     | kiesett     | kiesett  | kiesett  | kiesett  | kiesett       | kiesett       |
| Dmitrij Golovasztov                                                     | 400 m           | 45,90    | 4.       | 29.      | 45,66       | 5.          | 22.*        | kiesett  | kiesett  | kiesett  | kiesett       | kiesett       |
| Jurij Borzakovszkij                                                     | 800 m           | 1:45,39  | 1.       | 1.       |             |             |             | 1:44,33  | 2.       | 4.       | 1:45,83       | 6.            |
| Dmitrij Bogdanov                                                        | 800 m           | 1:48,14  | 4.       | 36.*     |             |             |             | kiesett  | kiesett  | kiesett  | kiesett       | kiesett       |
| Artyom Masztrov                                                         | 800 m           | 1:49,89  | 6.       | 50.      |             |             |             | kiesett  | kiesett  | kiesett  | kiesett       | kiesett       |
| Vjacseszlav Sabunyin                                                    | 1500 m          | 3:41,52  | 9.       | 30.      |             |             |             | kiesett  | kiesett  | kiesett  | kiesett       | kiesett       |
| Dmitrij Makszimov                                                       | 10 000 m        | 28:54,15 | 16.      | 30.      |             |             |             |          |          |          | kiesett       | kiesett       |
| Pavel Kokin                                                             | Maraton         |          |          |          |             |             |             |          |          |          | 2:18:02       | 26.           |
| Dmitrij Kapitonov                                                       | Maraton         |          |          |          |             |             |             |          |          |          | 2:19:38       | 34.           |
| Jevgenyij Pecsonkin                                                     | 110 m gát       | 13,56    | 2.       | 9.*      | 13,63       | 4.          | 15.         | 13,62    | 7.       | 15.      | kiesett       | kiesett       |
| Andrej Kiszlih                                                          | 110 m gát       | 13,77    | 2.       | 24.      | 14,03       | 5.          | 26.         | kiesett  | kiesett  | kiesett  | kiesett       | kiesett       |
| Ruszlan Mascsenko                                                       | 400 m gát       | 50,01    | 3.       | 17.      |             |             |             | 48,94    | 3.       | 9.       | kiesett       | kiesett       |
| Borisz Gorban                                                           | 400 m gát       | 49,44    | 2.       | 8.       |             |             |             | 49,29    | 5.       | 17.      | kiesett       | kiesett       |
| Vlagyiszlav Sirjajev                                                    | 400 m gát       | 50,39    | 3.       | 27.      |             |             |             | kiesett  | kiesett  | kiesett  | kiesett       | kiesett       |
| Vlagyimir Pronyin                                                       | 3000 m akadály  | 8:57,69  | 13.      | 34.      |             |             |             |          |          |          | kiesett       | kiesett       |
| Dmitrij Vasziljev Alekszandr Rjabov Alekszandr Szmirnov Szergej Bicskov | 4 × 100 m váltó | 39,29    | 4.       | 18.      |             |             |             | kiesett  | kiesett  | kiesett  | kiesett       | kiesett       |
| Andrej Szemjonov Dmitrij Bogdanov Ruszlan Mascsenko Dmitrij Golovasztov | 4 × 400 m váltó | 3:05,37  | 2.       | 12.      |             |             |             | 3:02,28  | 4.       | 9.       | kiesett       | kiesett       |
| Vlagyimir Andrejev                                                      | 20 km gyaloglás |          |          |          |             |             |             |          |          |          | 1:19:27       |               |
| Roman Rasszkazov                                                        | 20 km gyaloglás |          |          |          |             |             |             |          |          |          | 1:20:57       | 6.            |
| Ilja Markov                                                             | 20 km gyaloglás |          |          |          |             |             |             |          |          |          | 1:23:03       | 15.           |
| Nyikolaj Matyuhin                                                       | 50 km gyaloglás |          |          |          |             |             |             |          |          |          | 3:46:37       | 5.            |
| Vlagyimir Potyemin                                                      | 50 km gyaloglás |          |          |          |             |             |             |          |          |          | 4:02:38       | 26.           |
| Valerij Szpicin                                                         | 50 km gyaloglás |          |          |          |             |             |             |          |          |          | nem ért célba | nem ért célba |

| Versenyző                | Versenyszám   | Selejtező | Selejtező | Döntő    | Döntő    |
| Versenyző                | Versenyszám   | Eredmény  | Helyezés  | Eredmény | Helyezés |
| ------------------------ | ------------- | --------- | --------- | -------- | -------- |
| Szergej Kljugin          | Magasugrás    | 227 cm    | 5.        | 235 cm   |          |
| Vjacseszlav Voronyin     | Magasugrás    | 227 cm    | 1.***     | 229 cm   | 10.      |
| Pjotr Brajko             | Magasugrás    | 215 cm    | 27.*****  | kiesett  | kiesett  |
| Makszim Taraszov         | Rúdugrás      | 565 cm    | 7.****    | 590 cm   |          |
| Jevgenyij Szmirjagin     | Rúdugrás      | 565 cm    | 7.****    | 550 cm   | 10.**    |
| Pavel Geraszimov         | Rúdugrás      | 540 cm    | 26.**     | kiesett  | kiesett  |
| Vlagyimir Maljavin       | Távolugrás    | 803 cm    | 7.*       | 767 cm   | 12.      |
| Kirill Szoszunov         | Távolugrás    | 797 cm    | 16.       | kiesett  | kiesett  |
| Danyil Burkenya          | Távolugrás    | 779 cm    | 26.       | kiesett  | kiesett  |
| Gyenyisz Kapusztyin      | Hármasugrás   | 17,04 m   | 6.        | 17,46 m  |          |
| Gennagyij Markov         | Hármasugrás   | 16,36 m   | 24.       | kiesett  | kiesett  |
| Igor Szpaszovhodszkij    | Hármasugrás   | 15,79 m   | 33.       | kiesett  | kiesett  |
| Pavel Csumacsenko        | Súlylökés     | 19,40 m   | 18.       | kiesett  | kiesett  |
| Dmitrij Sevcsenko        | Diszkoszvetés | 65,29 m   | 5.        | 62,65 m  | 11.      |
| Alekszandr Boricsevszkij | Diszkoszvetés | 61,98 m   | 15.       | kiesett  | kiesett  |
| Vitalij Szidorov         | Diszkoszvetés | 60,65 m   | 26.       | kiesett  | kiesett  |
| Ilja Konovalov           | Kalapácsvetés | 77,07 m   | 8.        | 78,56 m  | 5.       |
| Vaszilij Szidorenko      | Kalapácsvetés | 74,72 m   | 21.       | kiesett  | kiesett  |
| Alekszej Zagornij        | Kalapácsvetés | 74,63 m   | 22.       | kiesett  | kiesett  |
| Szergej Makarov          | Gerelyhajítás | 85,60 m   | 4.        | 88,67 m  |          |
| Vlagyimir Ovcsinnyikov   | Gerelyhajítás | 82,10 m   | 14.       | kiesett  | kiesett  |

| Versenyző      | Versenyszám | 100 m | 100 m | Távolugrás | Távolugrás | Súlylökés | Súlylökés | Magasugrás | Magasugrás | 400 m            | 400 m            | 110 m gát        | 110 m gát        | Diszkoszvetés    | Diszkoszvetés    | Rúdugrás         | Rúdugrás         | Gerelyhajítás    | Gerelyhajítás    | 1500 m           | 1500 m           | Végeredmény   | Végeredmény   |
| Versenyző      | Versenyszám | Idő   | Pont  | Eredmény   | Pont       | Eredmény  | Pont      | Eredmény   | Pont       | Idő              | Pont             | Idő              | Pont             | Eredmény         | Pont             | Eredmény         | Pont             | Eredmény         | Pont             | Idő              | Pont             | Pont          | Helyezés      |
| -------------- | ----------- | ----- | ----- | ---------- | ---------- | --------- | --------- | ---------- | ---------- | ---------------- | ---------------- | ---------------- | ---------------- | ---------------- | ---------------- | ---------------- | ---------------- | ---------------- | ---------------- | ---------------- | ---------------- | ------------- | ------------- |
| Lev Lobogyin   | Tízpróba    | 10,75 | 917   | 718 cm     | 857        | 15,75 m   | 836       | 194 cm     | 749        | 48,87            | 867              | 14,02            | 972              | 44,55 m          | 758              | 500 cm           | 910              | 50,16 m          | 591              | 4:50,73          | 614              | 8071          | 12.*          |
| Roman Razbejko | Tízpróba    | 11,45 | 763   | 682 cm     | 771        | 13,98 m   | 727       | 197 cm     | 776        | nem állt rajthoz | nem állt rajthoz | nem állt rajthoz | nem állt rajthoz | nem állt rajthoz | nem állt rajthoz | nem állt rajthoz | nem állt rajthoz | nem állt rajthoz | nem állt rajthoz | nem állt rajthoz | nem állt rajthoz | nem ért célba | nem ért célba |

Női
| Versenyző                                                                                                | Versenyszám     | Előfutam      | Előfutam      | Előfutam      | Negyeddöntő   | Negyeddöntő   | Negyeddöntő   | Elődöntő | Elődöntő | Elődöntő | Döntő         | Döntő         |
| Versenyző                                                                                                | Versenyszám     | Idő           | Hely.         | Össz.         | Idő           | Hely.         | Össz.         | Idő      | Hely.    | Össz.    | Idő           | Helyezés      |
| --- | --------------- | ------------- | ------------- | ------------- | ------------- | ------------- | ------------- | -------- | -------- | -------- | ------------- | ------------- |
| Natalja Ignatova                                                                                         | 100 m           | 11,54         | 3.            | 34.           | 11,47         | 6.            | 21.           | kiesett  | kiesett  | kiesett  | kiesett       | kiesett       |
| Natalja Voronova                                                                                         | 100 m           | 11,47         | 4.            | 25.*          | kiesett       | kiesett       | kiesett       | kiesett  | kiesett  | kiesett  | kiesett       | kiesett       |
| Marina Trangyenkova                                                                                      | 100 m           | 11,51         | 3.            | 31.*          | kiesett       | kiesett       | kiesett       | kiesett  | kiesett  | kiesett  | kiesett       | kiesett       |
| Marina Trangyenkova                                                                                      | 200 m           | 23,31         | 4.            | 24.*          | 23,10         | 5.            | 16.           | kiesett  | kiesett  | kiesett  | kiesett       | kiesett       |
| Okszana Ekk                                                                                              | 200 m           | 23,17         | 3.            | 16.           | 23,17         | 5.            | 18.           | kiesett  | kiesett  | kiesett  | kiesett       | kiesett       |
| Irina Habarova                                                                                           | 200 m           | 23,21         | 3.            | 20.*          | 23,27         | 6.            | 24.           | kiesett  | kiesett  | kiesett  | kiesett       | kiesett       |
| Olga Kotljarova                                                                                          | 400 m           | 51,99         | 2.            | 17.           | 50,97         | 3.            | 9.            | 51,21    | 4.       | 10.      | 51,04         | 8.            |
| Natalja Nazarova                                                                                         | 400 m           | 52,05         | 2.            | 18.           | 51,44         | 4.            | 15.           | 51,83    | 6.       | 13.      | kiesett       | kiesett       |
| Szvetlana Poszpelova                                                                                     | 400 m           | kizárták      | kizárták      | kizárták      | kiesett       | kiesett       | kiesett       | kiesett  | kiesett  | kiesett  | kiesett       | kiesett       |
| Irina Misztyukevics                                                                                      | 800 m           | 1:59,73       | 2.            | 6.            |               |               |               | 2:02,95  | 7.       | 14.      | kiesett       | kiesett       |
| Olga Raszpopova                                                                                          | 800 m           | 2:01,95       | 3.            | 16.           |               |               |               | kiesett  | kiesett  | kiesett  | kiesett       | kiesett       |
| Natalja Ciganova                                                                                         | 800 m           | 2:02,26       | 3.            | 19.           |               |               |               | kiesett  | kiesett  | kiesett  | kiesett       | kiesett       |
| Ljudmila Rogacsova                                                                                       | 1500 m          | 4:09,81       | 9.            | 9.            |               |               |               | 4:09,18  | 9.       | 16.      | kiesett       | kiesett       |
| Natalja Gorelova                                                                                         | 1500 m          | 4:12,84       | 10.           | 29.           |               |               |               | kiesett  | kiesett  | kiesett  | kiesett       | kiesett       |
| Szvetlana Masztyerkova                                                                                   | 1500 m          | nem ért célba | nem ért célba | nem ért célba |               |               |               | kiesett  | kiesett  | kiesett  | kiesett       | kiesett       |
| Olga Jegorova                                                                                            | 5000 m          | 15:14,34      | 3.            | 14.           |               |               |               |          |          |          | 14:50,31      | 8.            |
| Tatyjana Tomasova                                                                                        | 5000 m          | 15:08,92      | 3.            | 5.*           |               |               |               |          |          |          | 15:01,28      | 13.           |
| Ligyija Grigorjeva                                                                                       | 10 000 m        | 32:44,43      | 9.            | 17.           |               |               |               |          |          |          | 31:21,27      | 9.            |
| Ljudmila Biktaseva                                                                                       | 10 000 m        | 32:52,00      | 9.            | 18.           |               |               |               |          |          |          | 31:47,10      | 13.           |
| Galina Bogomolova                                                                                        | 10 000 m        | 34:06,21      | 16.           | 31.           |               |               |               |          |          |          | kiesett       | kiesett       |
| Magyina Biktagirova                                                                                      | Maraton         |               |               |               |               |               |               |          |          |          | 2:26:33       | 5.            |
| Ljubov Morgunova                                                                                         | Maraton         |               |               |               |               |               |               |          |          |          | 2:32:35       | 23.           |
| Valentyina Jegorova                                                                                      | Maraton         |               |               |               |               |               |               |          |          |          | nem ért célba | nem ért célba |
| Natalja Sehodanova                                                                                       | 100 m gát       | 13,15         | 3.            | 22.*          | 12,96         | 4.            | 11.**         | 12,92    | 5.       | 9.       | kiesett       | kiesett       |
| Szvetlana Lavhova                                                                                        | 100 m gát       | 12,98         | 3.            | 12.*          | 12,96         | 4.            | 11.**         | 12,95    | 5.       | 10.*     | kiesett       | kiesett       |
| Julija Graudiny                                                                                          | 100 m gát       | 12,98         | 4.            | 12.*          | nem ért célba | nem ért célba | nem ért célba | kiesett  | kiesett  | kiesett  | kiesett       | kiesett       |
| Irina Privalova                                                                                          | 400 m gát       | 55,89         | 1.            | 7.            |               |               |               | 54,02    | 1.       | 2.       | 53,02         |               |
| Julija Noszova                                                                                           | 400 m gát       | 56,11         | 4.            | 9.            |               |               |               | 56,58    | 8.       | 16.      | kiesett       | kiesett       |
| Natalja Csulkova                                                                                         | 400 m gát       | nem ért célba | nem ért célba | nem ért célba |               |               |               | kiesett  | kiesett  | kiesett  | kiesett       | kiesett       |
| Natalja Ignatova Marina Trangyenkova Irina Habarova Natalja Voronova Marina Kiszlova                     | 4 × 100 m váltó | 43,15         | 2.            | 6.            |               |               |               | 42,84    | 4.       | 6.       | 43,02         | 5.            |
| Julija Szotnyikova Szvetlana Goncsarenko Olga Kotljarova Irina Privalova Natalja Nazarova Oleszja Zikina | 4 × 400 m váltó | 3:26,05       | 3.            | 8.            |               |               |               |          |          |          | 3:23,46       |               |
| Tatyjana Gudkova                                                                                         | 20 km gyaloglás |               |               |               |               |               |               |          |          |          | 1:32:35       | 8.            |
| Olga Poljakova                                                                                           | 20 km gyaloglás |               |               |               |               |               |               |          |          |          | nem ért célba | nem ért célba |
| Irina Sztankina                                                                                          | 20 km gyaloglás |               |               |               |               |               |               |          |          |          | nem ért célba | nem ért célba |

| Versenyző                | Versenyszám   | Selejtező                | Selejtező                | Döntő    | Döntő    |
| Versenyző                | Versenyszám   | Eredmény                 | Helyezés                 | Eredmény | Helyezés |
| ------------------------ | ------------- | ------------------------ | ------------------------ | -------- | -------- |
| Jelena Jeleszina         | Magasugrás    | 194 cm                   | 1.*******                | 201 cm   |          |
| Szvetlana Lapina         | Magasugrás    | 192 cm                   | 15.                      | kiesett  | kiesett  |
| Marina Kupcova           | Magasugrás    | 185 cm                   | 26.*                     | kiesett  | kiesett  |
| Szvetlana Feofanova      | Rúdugrás      | érvényes kísérlet nélkül | érvényes kísérlet nélkül | kiesett  | kiesett  |
| Jelena Iszinbajeva       | Rúdugrás      | érvényes kísérlet nélkül | érvényes kísérlet nélkül | kiesett  | kiesett  |
| Jelena Beljakova         | Rúdugrás      | érvényes kísérlet nélkül | érvényes kísérlet nélkül | kiesett  | kiesett  |
| Tatyjana Kotova          | Távolugrás    | 666 cm                   | 6.                       | 683 cm   |          |
| Olga Rubleva             | Távolugrás    | 665 cm                   | 7.                       | 679 cm   | 4.       |
| Ljudmila Galkina         | Távolugrás    | 662 cm                   | 10.                      | 656 cm   | 8.       |
| Tatyjana Lebegyeva       | Hármasugrás   | 14,91 m                  | 1.                       | 15,00 m  |          |
| Okszana Rogova           | Hármasugrás   | 14,25 m                  | 9.                       | 13,97 m  | 8.       |
| Inna Laszovszkaja        | Hármasugrás   | 13,75 m                  | 19.                      | kiesett  | kiesett  |
| Larisza Pelesenko        | Súlylökés     | 19,08 m                  | 3.                       | 19,92 m  |          |
| Szvetlana Kriveljova     | Súlylökés     | 18,56 m                  | 6.                       | 19,37 m  | 4.       |
| Olga Rjabinkina          | Súlylökés     | 19,20 m                  | 2.                       | 17,85 m  | 10.      |
| Natalja Szadova          | Diszkoszvetés | 64,62 m                  | 2.                       | 65,00 m  | 4.       |
| Okszana Jeszipcsuk       | Diszkoszvetés | 59,51 m                  | 17.                      | kiesett  | kiesett  |
| Larisza Korotkevics      | Diszkoszvetés | 58,81 m                  | 20.                      | kiesett  | kiesett  |
| Olga Kuzenkova           | Kalapácsvetés | 70,60 m                  | 1.                       | 69,77 m  |          |
| Tatyjana Konsztantyinova | Kalapácsvetés | 61,48 m                  | 15.                      | kiesett  | kiesett  |
| Alla Davidova            | Kalapácsvetés | 60,86 m                  | 18.                      | kiesett  | kiesett  |
| Tatyjana Sikolenko       | Gerelyhajítás | 61,54 m                  | 6.                       | 62,91 m  | 7.       |
| Jekatyerina Ivakina      | Gerelyhajítás | 55,58 m                  | 24.                      | kiesett  | kiesett  |

| Versenyző           | Versenyszám | 100 m gát | 100 m gát | Magasugrás | Magasugrás | Súlylökés | Súlylökés | 200 m | 200 m | Távolugrás | Távolugrás | Gerelyhajítás | Gerelyhajítás | 800 m   | 800 m | Végeredmény | Végeredmény |
| Versenyző           | Versenyszám | Idő       | Pont      | Eredmény   | Pont       | Eredmény  | Pont      | Idő   | Pont  | Eredmény   | Pont       | Eredmény      | Pont          | Idő     | Pont  | Pont        | Helyezés    |
| ------------------- | ----------- | --------- | --------- | ---------- | ---------- | --------- | --------- | ----- | ----- | ---------- | ---------- | ------------- | ------------- | ------- | ----- | ----------- | ----------- |
| Jelena Prohorova    | Hétpróba    | 13,63     | 1031      | 181 cm     | 991        | 13,21 m   | 741       | 23,72 | 1008  | 659 cm     | 1036       | 45,05 m       | 764           | 2:10,32 | 960   | 6531        |             |
| Natalja Roscsupkina | Hétpróba    | 13,70     | 1021      | 184 cm     | 1029       | 14,03 m   | 796       | 23,53 | 1026  | 547 cm     | 691        | 43,87 m       | 742           | 2:12,24 | 932   | 6237        | 6.          |
| Gyiana Korickaja    | Hétpróba    | 13,88     | 995       | 172 cm     | 879        | 13,53 m   | 763       | 24,08 | 973   | 556 cm     | 717        | 40,67 m       | 680           | 2:09,77 | 968   | 5975        | 15.         |

* - egy másik versenyzővel azonos eredményt ért el

** - két másik versenyzővel azonos eredményt ért el

*** - három másik versenyzővel azonos eredményt ért el

**** - négy másik versenyzővel azonos eredményt ért el

***** - öt másik versenyzővel azonos eredményt ért el

******* - hét másik versenyzővel azonos eredményt ért el

## Birkózás
Kötöttfogású
| Versenyző              | Versenyszám | Csoportkör                                                                                              | Csoportkör | Negyeddöntő                   | Elődöntő                         | Bronz- mérkőzés            | Döntő                       | Helyezés |
| Versenyző              | Versenyszám | Ellenfél Eredmény                                                                                       | Hely.      | Ellenfél Eredmény             | Ellenfél Eredmény                | Ellenfél Eredmény          | Ellenfél Eredmény           | Helyezés |
| ---------------------- | ----------- | --- | ---------- | ----------------------------- | -------------------------------- | -------------------------- | --------------------------- | -------- |
| Alekszej Sevcov        | 54 kg       | 4. csoport · Kang Jonggjun (PRK) · 5-10 · Marian Sandu (ROU) · 11-8                                     | 2.         | kiesett                       | kiesett                          | kiesett                    | kiesett                     | 12.      |
| Valerij Nyikonorov     | 58 kg       | 6. csoport · Rifat Yildiz (GER) · 1-4 · Constantin Borăscu (ROU) · 7-3 · Mohamed Barguaoui (TUN) · 11-0 | 2.         | kiesett                       | kiesett                          | kiesett                    | kiesett                     | 7.       |
| Vartyeresz Szamurgasev | 63 kg       | 1. csoport · Şeref Eroğlu (TUR) · 5-2 · Włodzimierz Zawadzki (POL) · 8-0                                | 1.         | Kevin Bracken (USA) · 11-5    | Ak'ak'i Chachua (GEO) · 7-4      |                            | Juan Luis Marén (CUB) · 3-0 |          |
| Alekszej Gluskov       | 69 kg       | 6. csoport · Ryszard Wolny (POL) · 8-1 · Rusztam Adzsi (UKR) · 5-4 · Uladzimir Kapitav (BLR) · 11-0     | 1.         |                               | Nagata Kacuhiko (JPN) · 1-3      | Valeri Nikitin (EST) · 5-0 |                             |          |
| Murat Kardanov         | 76 kg       | 3. csoport · Berzicza Tamás (HUN) · 1-0 · Katajama Takamicu (JPN) · 4-0                                 | 1.         | Ara Abrahamian (SWE) · 3-1    | Marko Yli-Hannuksela (FIN) · 4-0 |                            | Matt Lindland (USA) · 3-0   |          |
| Alekszandr Menyscsikov | 85 kg       | 3. csoport · Valerij Cilenyc (BLR) · 0-3 · Vjacseszlav Olijnik (UKR) · 2-0                              | 2.         | kiesett                       | kiesett                          | kiesett                    | kiesett                     | 13.      |
| Gogi Koguasvili        | 97 kg       | 3. csoport · Garrett Lowney (USA) · 3-8 · Marek Švec (CZE) · 3-2                                        | 2.         | kiesett                       | kiesett                          | kiesett                    | kiesett                     | 12.      |
| Alekszandr Karelin     | 130 kg      | 4. csoport · Deák Bárdos Mihály (HUN) · 3-0 · Szergej Murejko (BUL) · 3-0                               | 1.         | Heorhij Szoldadze (UKR) · 4-0 | Dzmitrij Debelka (BLR) · 3-0     |                            | Rulon Gardner (USA) · 0-1   |          |

Szabadfogású
| Versenyző            | Versenyszám | Csoportkör | Csoportkör | Negyeddöntő                       | Elődöntő                        | Bronz- mérkőzés   | Döntő                         | Helyezés |
| Versenyző            | Versenyszám | Ellenfél Eredmény | Hely.      | Ellenfél Eredmény                 | Ellenfél Eredmény               | Ellenfél Eredmény | Ellenfél Eredmény             | Helyezés |
| -------------------- | ----------- | --- | ---------- | --------------------------------- | ------------------------------- | ----------------- | ----------------------------- | -------- |
| Leonyid Csucsunov    | 54 kg       | 2. csoport · Olekszandr Zaharuk (UKR) · 0-3 · Ivan Conov (BUL) · 4-0                                                      | 2.         | kiesett                           | kiesett                         | kiesett           | kiesett                       | 12.      |
| Murad Ramazanov      | 58 kg       | 5. csoport · Damir Zakhartdinov (UZB) · 4-1 · Octavian Cuciuc (MDA) · 0-3 · Aftantil Xanthopoulos (TUR) · mérkőzés nélkül | 2.         | kiesett                           | kiesett                         | kiesett           | kiesett                       | 7.       |
| Murad Umahanov       | 63 kg       | 5. csoport · Elbrusz Tedejev (UKR) · 13-3 · Cso Jongszon (PRK) · 9-2                                                      | 1.         |                                   | Csang Dzseszong (KOR) · 4-4     |                   | Szerafim Barzakov (BUL) · 3-2 |          |
| Arszen Gityinov      | 69 kg       | 5. csoport · Arajik Gevorgjan (ARM) · 3-1 · Edison Hurtado (COL) · 11-0 · Nikólaosz Loizídisz (GRE) · 5-1                 | 1.         |                                   | Szjarhej Dzemcsanka (BLR) · 3-2 |                   | Daniel Igali (CAN) · 4-7      |          |
| Buvajszar Szajtyijev | 76 kg       | 1. csoport · Brandon Slay (USA) · 3-4 · Plamen Paszkalev (BUL) · 8-2                                                      | 2.         | kiesett                           | kiesett                         | kiesett           | kiesett                       | 9.       |
| Adam Szajtyijev      | 85 kg       | 3. csoport · Bejbulat Muszajev (BLR) · 4-1 · Igor Praporshchikov (AUS) · 11-0                                             | 1.         | Jang Hjongmo (KOR) · 5-0          | Mogamed Ibragimov (MKD) · 3-0   |                   | Yoel Romero (CUB) · 7-1       |          |
| Szagid Murtazalijev  | 97 kg       | 3. csoport · Vadim Taszojev (UKR) · 4-0 · Melvin Douglas (USA) · 3-1                                                      | 1.         | Aftandíl Xanthópulosz (GRE) · 5-0 | Eldar Kurtanidze (GEO) · 3-1    |                   | Iszlam Bajramukov (KAZ) · 6-0 |          |
| David Muszulbesz     | 130 kg      | 5. csoport · Sven Thiele (GER) · 5-0 · Peter Pecha (SVK) · 4-0 (sérülés)                                                  | 1.         |                                   | Abbas Jadidi (IRI) · 3-0        |                   | Artur Taymazov (UZB) · 5-2    |          |

## Cselgáncs
Férfi
| Versenyző          | Versenyszám  | Selejtező         | 32-es főtábla                          | Nyolcaddöntő                      | Negyeddöntő                | Elődöntő                           | Vigaszág első kör                 | Vigaszág negyeddöntő       | Vigaszág elődöntő                 | Bronz- mérkőzés                   | Döntő             | Helyezés    |
| Versenyző          | Versenyszám  | Ellenfél Eredmény | Ellenfél Eredmény                      | Ellenfél Eredmény                 | Ellenfél Eredmény          | Ellenfél Eredmény                  | Ellenfél Eredmény                 | Ellenfél Eredmény          | Ellenfél Eredmény                 | Ellenfél Eredmény                 | Ellenfél Eredmény | Helyezés    |
| ------------------ | ------------ | ----------------- | -------------------------------------- | --------------------------------- | -------------------------- | ---------------------------------- | --------------------------------- | -------------------------- | --------------------------------- | --------------------------------- | ----------------- | ----------- |
| Jevgenyij Sztanyev | Légsúly      | erőnyerő          | Manolo Poulot (CUB) · 0000-1001        |                                   |                            |                                    | Ajdin Szmagulov (KGZ) · 0000-1010 | kiesett                    | kiesett                           | kiesett                           |                   | 13.         |
| Iszlam Macijev     | Harmatsúly   | erőnyerő          | Martín Ríos (ARG) · 0200-0000          | Ivan Baglajev (KAZ) · 0011-1000   | kiesett                    | kiesett                            |                                   |                            |                                   |                                   |                   | helyezetlen |
| Vitalij Makarov    | Könnyűsúly   | erőnyerő          | Aszhat Saharov (KAZ) · 0011-1010       | kiesett                           | kiesett                    | kiesett                            |                                   |                            |                                   |                                   |                   | helyezetlen |
| Dmitrij Morozov    | Középsúly    |                   | Georgi Gugava (GEO) · 1001-0001        | Adrian Croitoru (ROU) · 0000-1001 | kiesett                    | kiesett                            |                                   |                            |                                   |                                   |                   | helyezetlen |
| Jurij Sztyopkin    | Félnehézsúly | erőnyerő          | Stéphane Traineau (FRA) · 0000-1011    |                                   |                            |                                    | Sami Belgroun (ALG) · 1000-0100   | Ato Hand (USA) · 0200-0000 | Iveri Jikurauli (GEO) · 1011-0010 | Luigi Guido (ITA) · 1000-0000     |                   |             |
| Tamerlan Tmenov    | Nehézsúly    | erőnyerő          | Dennis van der Geest (NED) · 1001-0000 | Frank Möller (GER) · 1000-0000    | Pan Song (CHN) · 1111-0000 | Sinohara Sinicsi (JPN) · 0021-1011 |                                   |                            |                                   | Selim Tataroğlu (TUR) · 1010-0001 |                   |             |

Női
| Versenyző        | Versenyszám | Selejtező         | Nyolcaddöntő                          | Negyeddöntő                       | Elődöntő                              | Vigaszág első kör | Vigaszág negyeddöntő                 | Vigaszág elődöntő              | Bronz- mérkőzés   | Döntő                          | Helyezés |
| Versenyző        | Versenyszám | Ellenfél Eredmény | Ellenfél Eredmény                     | Ellenfél Eredmény                 | Ellenfél Eredmény                     | Ellenfél Eredmény | Ellenfél Eredmény                    | Ellenfél Eredmény              | Ellenfél Eredmény | Ellenfél Eredmény              | Helyezés |
| ---------------- | ----------- | ----------------- | ------------------------------------- | --------------------------------- | ------------------------------------- | ----------------- | ------------------------------------ | ------------------------------ | ----------------- | ------------------------------ | -------- |
| Ljubov Bruletova | Légsúly     | erőnyerő          | Vicki Dunn (GBR) · 1000-0000          | Amarilys Savón (CUB) · 0010-0001  | Anna-Maria Gradante (GER) · 1110-0000 |                   |                                      |                                |                   | Tamura Rjóko (JPN) · 0000-1000 |          |
| Anna Szarajeva   | Váltósúly   | erőnyerő          | Jenny Gal (ITA) · 0010-0011           |                                   |                                       |                   | Vânia Ishii (BRA) · 0000-1011        | kiesett                        | kiesett           |                                | 9.       |
| Julija Kuzina    | Középsúly   | erőnyerő          | Lea Zahoui Blavo (CIV) · 0010-0001    | Cso Minszon (KOR) · 0000-1000     |                                       |                   | Ylenia Scapin (ITA) · 0000-0030      | kiesett                        | kiesett           |                                | 9.       |
| Irina Rogyina    | Nehézsúly   | erőnyerő          | Gulnara Kuserbajeva (KAZ) · 0201-0000 | Jamasita Majumi (JPN) · 0001-1021 |                                       |                   | Colleen Rosensteel (USA) · 1112-0000 | Kim Szonjong (KOR) · 0000-0001 | kiesett           |                                | 7.       |

## Evezés
Férfi
| Versenyző | Versenyszám                          | Előfutam | Előfutam | Vigaszág | Vigaszág | Elődöntő | Elődöntő | Elődöntő | Döntő   | Döntő   | Döntő   | Helyezés |
| Versenyző | Versenyszám                          | Idő      | Hely.    | Idő      | Hely.    | Típus    | Idő      | Hely.    | Típus   | Idő     | Hely.   | Helyezés |
| --- | ------------------------------------ | -------- | -------- | -------- | -------- | -------- | -------- | -------- | ------- | ------- | ------- | -------- |
| Szergej Matvejev Andrej Gluhov Dmitrij Kovaljov Alekszandr Litvincsev * Dmitrij Rozinkevics Vlagyimir Vologyenkov Pavel Melnyikov Anton Csermasencev Alekszandr Lukjanov (kormányos) Nyikolaj Akszjonov * | Nyolcas                              | 5:40,55  | 4.       | 5:43,88  | 3.       |          |          |          | B       | 5:42,72 | 3.      | 9.       |
| Szergej Dmitrjajcsev Dmitrij Ovecsko | Könnyűsúlyú kétpárevezős             | 6:46,34  | 4.       | 6:44,53  | 4.       | kiesett  | kiesett  | kiesett  | kiesett | kiesett | kiesett | 19.      |
| Dmitrij Kartasov Andrej Sevel Szergej Bukrejev Alekszandr Zjuzin | Könnyűsúlyú kormányos nélküli négyes | 6:17,01  | 4.       | 6:10,35  | 2.       | A/B      | 6:07,99  | 6.       | B       | 6:09,12 | 4.      | 10.      |

Női
| Versenyző                                                   | Versenyszám              | Előfutam | Előfutam | Vigaszág | Vigaszág | Elődöntő | Elődöntő | Elődöntő | Döntő | Döntő   | Döntő | Helyezés |
| Versenyző                                                   | Versenyszám              | Idő      | Hely.    | Idő      | Hely.    | Típus    | Idő      | Hely.    | Típus | Idő     | Hely. | Helyezés |
| ----------------------------------------------------------- | ------------------------ | -------- | -------- | -------- | -------- | -------- | -------- | -------- | ----- | ------- | ----- | -------- |
| Julija Alekszandrova                                        | Egypárevezős             | 7:36,80  | 2.       | 7:47,04  | 1.       | A/B      | 7:42,23  | 3.       | A     | 7:36,57 | 4.    | 4.       |
| Albina Ligacsova Vera Pocsitajeva                           | Kormányos nélküli kettes | 7:22,69  | 4.       | 7:20,51  | 3.       |          |          |          | B     | 7:17,87 | 1.    | 7.       |
| Okszana Dorodnova Irina Fedotova Julija Levina Larisza Merk | Négypárevezős            | 6:31,77  | 1.       |          |          |          |          |          | A     | 6:21,65 | 3.    |          |

* – Az előfutamban Litvincsev helyett Akszjonov ült a hajóban.

## Íjászat
Férfi
| Versenyző                                            | Versenyszám | Selejtező | Selejtező | 64-es főtábla                            | 32-es főtábla                       | Nyolcaddöntő                                                                       | Negyeddöntő                                                                   | Elődöntő                                                                 | Döntő                                                                                            | Helyezés |
| Versenyző                                            | Versenyszám | Pont      | Kiemelt   | Ellenfél Eredmény                        | Ellenfél Eredmény                   | Ellenfél Eredmény                                                                  | Ellenfél Eredmény                                                             | Ellenfél Eredmény                                                        | Ellenfél Eredmény                                                                                | Helyezés |
| ---------------------------------------------------- | ----------- | --------- | --------- | ---------------------------------------- | ----------------------------------- | ---------------------------------------------------------------------------------- | ----------------------------------------------------------------------------- | ------------------------------------------------------------------------ | ------------------------------------------------------------------------------------------------ | -------- |
| Bair Bagyonov                                        | Egyéni      | 618       | 39.       | Szerhij Antyonov (UKR) (26.) · 153-164   | kiesett                             | kiesett                                                                            | kiesett                                                                       | kiesett                                                                  | kiesett                                                                                          | 52.      |
| Jurij Leontyjev                                      | Egyéni      | 617       | 40.       | Jocelyn de Grandis (FRA) (25.) · 163-171 | kiesett                             | kiesett                                                                            | kiesett                                                                       | kiesett                                                                  | kiesett                                                                                          | 34.      |
| Balzsinyima Cirempilov                               | Egyéni      | 635       | 17.       | Peter Ebden (NZL) (48.) · 168-147        | Bartosz Mikos (POL) (49.) · 163-154 | Csang Jongho (KOR) (1.) · 167-164                                                  | Simon Fairweather (AUS) (8.) · 104-113                                        | kiesett                                                                  | kiesett                                                                                          | 7.       |
| Balzsinyima Cirempilov Bair Bagyonov Jurij Leontyjev | Csapat      | 635       | 12.       |                                          |                                     | Hollandia (NED) · Wietse van Alten · Henk Vogels · Fred van Zutphen (5.) · 248-241 | Törökország (TUR) · Serdar Şatir · Özdemir Akbal · Hasan Orbay (4.) · 247-245 | Dél-Korea (KOR) · Csang Jongho · O Kjomun · Kim Cshongthe (1.) · 229-240 | Bronzmérkőzés · Egyesült Államok (USA) · Rod White · Vic Wunderle · Butch Johnson (2.) · 239-239 | 4.       |

Női
| Versenyző        | Versenyszám | Selejtező | Selejtező | 64-es főtábla                          | 32-es főtábla                    | Nyolcaddöntő                     | Negyeddöntő                      | Elődöntő          | Döntő             | Helyezés |
| Versenyző        | Versenyszám | Pont      | Kiemelt   | Ellenfél Eredmény                      | Ellenfél Eredmény                | Ellenfél Eredmény                | Ellenfél Eredmény                | Ellenfél Eredmény | Ellenfél Eredmény | Helyezés |
| ---------------- | ----------- | --------- | --------- | -------------------------------------- | -------------------------------- | -------------------------------- | -------------------------------- | ----------------- | ----------------- | -------- |
| Natalja Bolotova | Egyéni      | 634       | 21.       | Evangelía Pszára (GRE) (44.) · 161-154 | Lin Yi-Yin (TPE) (12.) · 158-157 | Anna Łęcka (POL) (28.) · 161-157 | Jun Midzsin (KOR) (4.) · 105-110 | kiesett           | kiesett           | 6.       |

## Kajak-kenu

### Síkvízi
Férfi
| Versenyző                                                         | Versenyszám         | Előfutam | Előfutam | Előfutam | Elődöntő | Elődöntő | Elődöntő | Döntő    | Döntő    |
| Versenyző                                                         | Versenyszám         | Idő      | Hely.    | Össz.    | Idő      | Hely.    | Össz.    | Idő      | Helyezés |
| ----------------------------------------------------------------- | ------------------- | -------- | -------- | -------- | -------- | -------- | -------- | -------- | -------- |
| Anatolij Tyiscsenko                                               | Kajak egyes 500 m   | 1:44,707 | 5.       | 25.      | 1:42,548 | 5.       | 16.      | kiesett  | kiesett  |
| Roman Zarubin Alekszandr Ivanyik                                  | Kajak kettes 500 m  | 1:35,212 | 6.       | 17.      | 1:32,963 | 5.       | 10.      | kiesett  | kiesett  |
| Jevgenyij Szalahov Oleg Gorobij                                   | Kajak kettes 1000 m | 3:17,067 | 7.       | 10.      | 3:17,114 | 1.       | 1.       | 3:18,937 | 7.       |
| Oleg Gorobij Jevgenyij Szalahov Anatolij Tyiscsenko Roman Zarubin | Kajak négyes 1000 m | 2:59,764 | 2.       | 3.       |          |          |          | 2:59,778 | 7.       |
| Makszim Opalev                                                    | Kenu egyes 500 m    | 1:51,048 | 1.       | 2.       |          |          |          | 2:25,809 |          |
| Makszim Opalev                                                    | Kenu egyes 1000 m   | 4:00,568 | 6.       | 11.      | 4:01,222 | 1.       | 1.       | 3:58,813 | 6.       |
| Alekszandr Kosztoglod Alekszandr Kovaljov                         | Kenu kettes 500 m   | 1:47,682 | 6.       | 14.      | 1:44,981 | 1.       | 1.       | 2:00,134 | 6.       |
| Alekszandr Kosztoglod Alekszandr Kovaljov                         | Kenu kettes 1000 m  | 3:37,163 | 1.       | 1.       |          |          |          | 3:41,267 | 4.       |

Női
| Versenyző                                                        | Versenyszám        | Előfutam | Előfutam | Előfutam | Elődöntő | Elődöntő | Elődöntő | Döntő    | Döntő    |
| Versenyző                                                        | Versenyszám        | Idő      | Hely.    | Össz.    | Idő      | Hely.    | Össz.    | Idő      | Helyezés |
| ---------------------------------------------------------------- | ------------------ | -------- | -------- | -------- | -------- | -------- | -------- | -------- | -------- |
| Natalja Gulij Jelena Tyisszina                                   | Kajak kettes 500 m | 1:47,356 | 6.       | 10.      | 1:46,554 | 3.       | 3.       | 2:04,994 | 9.       |
| Natalja Gulij Jelena Tyisszina Olga Tyiscsenko Galina Porivajeva | Kajak négyes 500 m | 1:36,870 | 5.       | 8.       | 1:38,262 | 2.       | 2.       | 1:38,624 | 7.       |

## Kerékpározás

### Hegyi-kerékpározás
| Versenyző        | Versenyszám        | Idő                   | Helyezés |
| ---------------- | ------------------ | --------------------- | -------- |
| Pavel Cserkaszov | Férfi terepverseny | 2:17:21,92 (+8:19,42) | 20.      |
| Alla Jepifanova  | Női terepverseny   | 1:50:45,43 (+1:21,05) | 4.       |

### Országúti kerékpározás
Férfi
| Versenyző           | Versenyszám   | Idő                   | Helyezés      |
| ------------------- | ------------- | --------------------- | ------------- |
| Vjacseszlav Jekimov | Időfutam      | 57:40,420             |               |
| Vjacseszlav Jekimov | Mezőnyverseny | 5:34:58 (+5:50)       | 75.           |
| Dmitrij Konisev     | Mezőnyverseny | 5:30:34 (+1:26)       | 10.           |
| Pavel Tonkov        | Mezőnyverseny | 5:30:46 (+1:38)       | 29.           |
| Szergej Ivanov      | Mezőnyverseny | 5:30:46 (+1:38)       | 36.           |
| Jevgenyij Petrov    | Mezőnyverseny | nem ért célba         | nem ért célba |
| Jevgenyij Petrov    | Időfutam      | 59:40,690 (+2:00,270) | 14.           |

Női
| Versenyző             | Versenyszám   | Idő                   | Helyezés |
| --------------------- | ------------- | --------------------- | -------- |
| Zulfija Zabirova      | Időfutam      | 44:22,355 (+2:21,574) | 12.      |
| Zulfija Zabirova      | Mezőnyverseny | 3:06:31 (+0:00)       | 7.       |
| Szvetlana Bubnyenkova | Mezőnyverseny | 3:06:31 (+0:00)       | 5.       |
| Olga Szljuszareva     | Mezőnyverseny | 3:13:27 (+6:56)       | 42.      |
| Olga Szljuszareva     | Időfutam      | 45:51,099 (+3:50,318) | 23.      |

### Pálya-kerékpározás
Sprintversenyek
| Versenyző       | Versenyszám | Selejtező | Selejtező | 1. forduló                  | Vigaszág               | Vigaszág | 9–12. helyért          | 9–12. helyért | Negyeddöntő                              | 5–8. helyért           | 5–8. helyért | Elődöntő                              | Döntő                                            | Helyezés |
| Versenyző       | Versenyszám | Idő       | Hely.     | Ellenfél Győztes idő        | Ellenfelek Győztes idő | Hely.    | Ellenfelek Győztes idő | Hely.         | Ellenfél Győztes idő                     | Ellenfelek Győztes idő | Hely.        | Ellenfél Győztes idő                  | Ellenfél Győztes idő                             | Helyezés |
| --------------- | ----------- | --------- | --------- | --------------------------- | ---------------------- | -------- | ---------------------- | ------------- | ---------------------------------------- | ---------------------- | ------------ | ------------------------------------- | ------------------------------------------------ | -------- |
| Okszana Grisina | Női egyéni  | 11,439    | 2.        | Fiona Ramage (NZL) · 12,195 |                        |          |                        |               | Szabolcsi Szilvia (HUN) · 12,545; 12,885 |                        |              | Irina Janovics (UKR) · 12,594; 12,726 | Félicia Ballanger (FRA) · 12,810; 13,122; 12,533 |          |

Időfutam
| Név             | Versenyszám | Idő    | Helyezés |
| --------------- | ----------- | ------ | -------- |
| Okszana Grisina | Női egyéni  | 36,169 | 15.      |

Üldözőversenyek
| Versenyző                                                                               | Versenyszám  | Selejtező | Selejtező | Negyeddöntő                                                                                                | Negyeddöntő | Elődöntő     | Elődöntő  | Döntő        | Döntő     | Döntő    |
| Versenyző                                                                               | Versenyszám  | Idő       | Hely.     | Ellenfél Idő                                                                                               | Saját idő   | Ellenfél Idő | Saját idő | Ellenfél Idő | Saját idő | Helyezés |
| --------------------------------------------------------------------------------------- | ------------ | --------- | --------- | --- | ----------- | ------------ | --------- | ------------ | --------- | -------- |
| Vlagyimir Karpec                                                                        | Férfi egyéni | 4:31,342  | 11.       | |             | kiesett      | kiesett   | kiesett      | kiesett   | kiesett  |
| Natalja Karimova                                                                        | Női egyéni   | 3:41,627  | 9.        | |             | kiesett      | kiesett   | kiesett      | kiesett   | kiesett  |
| Vlagyimir Karpec Alekszej Markov Szergej Klimov Gyenyisz Szmiszlov Vlagyiszlav Boriszov | Férfi csapat | 4:09,910  | 8.        | Nagy-Britannia (GBR) · Bryan Steel · Paul Manning · Bradley Wiggins · Chris Newton · Jonny Clay · 4:04,143 | lekörözték  | kiesett      | kiesett   | kiesett      | kiesett   | kiesett  |

Pontversenyek
| Név                        | Versenyszám       | Pont | Körhátrány | Helyezés |
| -------------------------- | ----------------- | ---- | ---------- | -------- |
| Alekszej Markov            | Férfi pontverseny | 16   | -1         |          |
| Anton Santir Eduard Gricun | Férfi madison     | 5    | -2         | 14.      |
| Olga Szljuszareva          | Női pontverseny   | 15   | 0          |          |

## Kézilabda

### Férfi
| Orosz férfi kézilabdacsapat-játékoskeret | Orosz férfi kézilabdacsapat-játékoskeret                                                                                      |
| --- | --- |
| - Dmitrij Filippov - Vjacseszlav Gorpisin - Oleg Hogykov - Eduard Koksarov - Gyenyisz Krivoslikov - Vaszilij Kugyinov - Sztanyiszlav Kulincsenko - Dmitrij Kuzelev | - Andrej Lavrov - Igor Lavrov - Szergej Pogorelov - Pavel Szukoszjan - Dmitrij Torgovanov - Alekszandr Tucskin - Lev Voronyin |

#### Eredmények
Csoportkör
A csoport
| Csapat            | M | Gy | D | V | G+  | G–  | Gk  | P |
| ----------------- | - | -- | - | - | --- | --- | --- | - |
| Oroszország (RUS) | 5 | 4  | 0 | 1 | 129 | 121 | +8  | 8 |
| Németország (GER) | 5 | 3  | 1 | 1 | 128 | 113 | +15 | 7 |
| Jugoszlávia (SCG) | 5 | 3  | 0 | 2 | 130 | 127 | +3  | 6 |
| Egyiptom (EGY)    | 5 | 3  | 0 | 2 | 122 | 115 | +7  | 6 |
| Dél-Korea (KOR)   | 5 | 1  | 1 | 3 | 128 | 131 | –3  | 3 |
| Kuba (CUB)        | 5 | 0  | 0 | 5 | 128 | 158 | –30 | 0 |

| 2000. szeptember 16. 19:30 | Oroszország (RUS) | 22–21  | Egyiptom (EGY) | Játékvezetők: Vaclav Kohout, Ivan Dolejs (CZE) |
| 2000. szeptember 16. 19:30 | Koksarov 7        | (15–7) | Awaad 8        | Játékvezetők: Vaclav Kohout, Ivan Dolejs (CZE) |
| 2000. szeptember 16. 19:30 | 4× 3×             |        | 2× 3×          | Játékvezetők: Vaclav Kohout, Ivan Dolejs (CZE) |

| 2000. szeptember 18. 19:30 | Kuba (CUB) | 26–31   | Oroszország (RUS) | Játékvezetők: Marjan Nachevski, Dragan Nachevski (MKD) |
| 2000. szeptember 18. 19:30 | Uríos 6    | (14–15) | Koksarov 7        | Játékvezetők: Marjan Nachevski, Dragan Nachevski (MKD) |
| 2000. szeptember 18. 19:30 | 7× 3× 1×   |         | 6× 4× 1×          | Játékvezetők: Marjan Nachevski, Dragan Nachevski (MKD) |

| 2000. szeptember 20. 11:30 | Oroszország (RUS) | 26–24  | Dél-Korea (KOR) | Játékvezetők: Francois Garcia, Jean-Pierre Moreno (FRA) |
| 2000. szeptember 20. 11:30 | Voronyin 7        | (9–11) | Pek Voncshol 12 | Játékvezetők: Francois Garcia, Jean-Pierre Moreno (FRA) |
| 2000. szeptember 20. 11:30 | 6× 3× 1×          |        | 5× 3×           | Játékvezetők: Francois Garcia, Jean-Pierre Moreno (FRA) |

| 2000. szeptember 22. 19:30 | Németország (GER) | 25–23   | Oroszország (RUS) | Játékvezetők: Ramon Gallego Santos, Victor Pedro Lamas Perez (ESP) |
| 2000. szeptember 22. 19:30 | Roos 6            | (11–15) | Filippov 7        | Játékvezetők: Ramon Gallego Santos, Victor Pedro Lamas Perez (ESP) |
| 2000. szeptember 22. 19:30 | 8× 3×             |         | 3× 3×             | Játékvezetők: Ramon Gallego Santos, Victor Pedro Lamas Perez (ESP) |

| 2000. szeptember 24. 21:30 | Oroszország (RUS)    | 27–25   | Jugoszlávia (SCG)  | Játékvezetők: Francois Garcia, Jean-Pierre Moreno (FRA) |
| 2000. szeptember 24. 21:30 | Koksarov, Voronyin 8 | (14–12) | Butulija, Škrbić 6 | Játékvezetők: Francois Garcia, Jean-Pierre Moreno (FRA) |
| 2000. szeptember 24. 21:30 | 3× 3×                |         | 2× 3×              | Játékvezetők: Francois Garcia, Jean-Pierre Moreno (FRA) |

Negyeddöntő
| 2000. szeptember 26. 14:30 | Oroszország (RUS) | 33–22  | Szlovénia (SLO) | Játékvezetők: Ramon Gallego Santos, Victor Pedro Lamas Perez (ESP) |
| 2000. szeptember 26. 14:30 | Koksarov 7        | (14–9) | Šerbec 6        | Játékvezetők: Ramon Gallego Santos, Victor Pedro Lamas Perez (ESP) |
| 2000. szeptember 26. 14:30 | 3× 3×             |        | 1× 3×           | Játékvezetők: Ramon Gallego Santos, Victor Pedro Lamas Perez (ESP) |

Elődöntő
| 2000. szeptember 29. 14:30 | Oroszország (RUS) | 29–26   | Jugoszlávia (SCG) | Játékvezetők: Vaclav Kohout, Ivan Dolejs (CZE) |
| 2000. szeptember 29. 14:30 | Koksarov 9        | (14–15) | Ðukanović 6       | Játékvezetők: Vaclav Kohout, Ivan Dolejs (CZE) |
| 2000. szeptember 29. 14:30 | 8× 3×             |         | 6× 3× 1×          | Játékvezetők: Vaclav Kohout, Ivan Dolejs (CZE) |

Döntő
| 2000. szeptember 30. 21:30 | Oroszország (RUS) | 28–26   | Svédország (SWE) | Játékvezetők: Svein Olav Oie, Bjorn Hogsnes (NOR) |
| 2000. szeptember 30. 21:30 | Tucskin 7         | (13–14) | Vranjes 8        | Játékvezetők: Svein Olav Oie, Bjorn Hogsnes (NOR) |
| 2000. szeptember 30. 21:30 | 3× 2×             |         | 2× 2×            | Játékvezetők: Svein Olav Oie, Bjorn Hogsnes (NOR) |

| Csapat            | Helyezés |
| ----------------- | -------- |
| Oroszország (RUS) |          |

## Kosárlabda

### Férfi
| Orosz férfi kosárlabdacsapat-játékoskeret                                                                              | Orosz férfi kosárlabdacsapat-játékoskeret                                                                          |
| --- | --- |
| - Ruszlan Avlejev - Alekszandr Basminov - Szergej Bazarevics - Szergej Csikalkin - Andrej Fetyiszov - Andrej Kirilenko | - Jevgenyij Kiszurin - Valentyin Kubrakov - Nyikita Morgunov - Szergej Panov - Jevgenyij Pasutyin - Zahar Pasutyin |

#### Eredmények
Csoportkör
B csoport
| Csapat              | M | Gy | V | P+  | P–  | Pk   | P |
| ------------------- | - | -- | - | --- | --- | ---- | - |
| Kanada (CAN)        | 5 | 4  | 1 | 433 | 373 | +60  | 9 |
| Jugoszlávia (YUG)   | 5 | 4  | 1 | 372 | 338 | +34  | 9 |
| Ausztrália (AUS)    | 5 | 3  | 2 | 408 | 407 | +1   | 8 |
| Oroszország (RUS)   | 5 | 3  | 2 | 367 | 328 | +39  | 8 |
| Spanyolország (ESP) | 5 | 1  | 4 | 349 | 376 | –27  | 6 |
| Angola (ANG)        | 5 | 0  | 5 | 303 | 410 | –107 | 5 |

| 2000. szeptember 17. 14:30 | Jugoszlávia (SCG)     | 66–60     | Oroszország (RUS) | Nézőszám: 8353 |
| 2000. szeptember 17. 14:30 | (27–28) Jegyzőkönyv   |           |                   | Nézőszám: 8353 |
| 2000. szeptember 17. 14:30 | Rebrača 18            | Pont      | Panov 13          | Nézőszám: 8353 |
| 2000. szeptember 17. 14:30 | Drobnjak 6            | Lepattanó | három játékos 5   | Nézőszám: 8353 |
| 2000. szeptember 17. 14:30 | Obradović, Lukovski 3 | Gólpassz  | három játékos 2   | Nézőszám: 8353 |

| 2000. szeptember 19. 14:30 | Oroszország (RUS)   | 71–63     | Spanyolország (ESP) | Nézőszám: 8368 |
| 2000. szeptember 19. 14:30 | (38–28) Jegyzőkönyv |           |                     | Nézőszám: 8368 |
| 2000. szeptember 19. 14:30 | Csikalkin 23        | Pont      | Herreros 17         | Nézőszám: 8368 |
| 2000. szeptember 19. 14:30 | Kirilenko 9         | Lepattanó | Rogers 9            | Nézőszám: 8368 |
| 2000. szeptember 19. 14:30 | J. Pasutyin 5       | Gólpassz  | Herreros 5          | Nézőszám: 8368 |

| 2000. szeptember 21. 21:30 | Ausztrália (AUS)     | 75–71     | Oroszország (RUS) | Nézőszám: 8322 |
| 2000. szeptember 21. 21:30 | (47–30) Jegyzőkönyv  |           |                   | Nézőszám: 8322 |
| 2000. szeptember 21. 21:30 | Gaze, Heal 15        | Pont      | Fetyiszov 16      | Nézőszám: 8322 |
| 2000. szeptember 21. 21:30 | MacKinnon 8          | Lepattanó | öt játékos 5      | Nézőszám: 8322 |
| 2000. szeptember 21. 21:30 | MacKinnon, Longley 5 | Gólpassz  | J. Pasutyin 7     | Nézőszám: 8322 |

| 2000. szeptember 23. 14:30 | Oroszország (RUS)   | 77–59     | Kanada (CAN)    | Nézőszám: 8446 |
| 2000. szeptember 23. 14:30 | (45–36) Jegyzőkönyv |           |                 | Nézőszám: 8446 |
| 2000. szeptember 23. 14:30 | Fetyiszov 15        | Pont      | Nash 15         | Nézőszám: 8446 |
| 2000. szeptember 23. 14:30 | J. Pasutyin 7       | Lepattanó | három játékos 5 | Nézőszám: 8446 |
| 2000. szeptember 23. 14:30 | J. Pasutyin 12      | Gólpassz  | Nash 4          | Nézőszám: 8446 |

| 2000. szeptember 25. 9:30 | Angola (ANG)        | 65–88     | Oroszország (RUS)         | Nézőszám: 8435 |
| 2000. szeptember 25. 9:30 | (35–45) Jegyzőkönyv |           |                           | Nézőszám: 8435 |
| 2000. szeptember 25. 9:30 | Dias 14             | Pont      | Morgunov 17               | Nézőszám: 8435 |
| 2000. szeptember 25. 9:30 | Dias 6              | Lepattanó | Kirilenko 9               | Nézőszám: 8435 |
| 2000. szeptember 25. 9:30 | Victoriano 3        | Gólpassz  | Bazarevics, J. Pasutyin 5 | Nézőszám: 8435 |

Negyeddöntő
| 2000. szeptember 28. 22:00 | Egyesült Államok (USA) | 85–70     | Oroszország (RUS) | Nézőszám: 14 260 Játékvezetők: Iztok Rems (SLO), Rick Degagne (CAN) |
| 2000. szeptember 28. 22:00 | (46–41) Jegyzőkönyv    |           |                   | Nézőszám: 14 260 Játékvezetők: Iztok Rems (SLO), Rick Degagne (CAN) |
| 2000. szeptember 28. 22:00 | Garnett 16             | Pont      | Basminov 12       | Nézőszám: 14 260 Játékvezetők: Iztok Rems (SLO), Rick Degagne (CAN) |
| 2000. szeptember 28. 22:00 | Garnett 11             | Lepattanó | Morgunov 6        | Nézőszám: 14 260 Játékvezetők: Iztok Rems (SLO), Rick Degagne (CAN) |
| 2000. szeptember 28. 22:00 | Kidd 8                 | Gólpassz  | J. Pasutyin 6     | Nézőszám: 14 260 Játékvezetők: Iztok Rems (SLO), Rick Degagne (CAN) |

A 7. helyért
| 2000. szeptember 30. 12:00 | Kanada (CAN)                      | 86–83 (h. u.) | Oroszország (RUS) | Nézőszám: 14 604 Játékvezetők: Bill Mildenhall (AUS), Petr Sudek (SVK) |
| 2000. szeptember 30. 12:00 | (36–43, 69–69, 76–76) Jegyzőkönyv |               |                   | Nézőszám: 14 604 Játékvezetők: Bill Mildenhall (AUS), Petr Sudek (SVK) |
| 2000. szeptember 30. 12:00 | Guarasci 21                       | Pont          | Z. Pasutyin 23    | Nézőszám: 14 604 Játékvezetők: Bill Mildenhall (AUS), Petr Sudek (SVK) |
| 2000. szeptember 30. 12:00 | Meeks 10                          | Lepattanó     | Z. Pasutyin 8     | Nézőszám: 14 604 Játékvezetők: Bill Mildenhall (AUS), Petr Sudek (SVK) |
| 2000. szeptember 30. 12:00 | Hamilton 5                        | Gólpassz      | Z. Pasutyin 5     | Nézőszám: 14 604 Játékvezetők: Bill Mildenhall (AUS), Petr Sudek (SVK) |

| Csapat            | Helyezés |
| ----------------- | -------- |
| Oroszország (RUS) | 8.       |

### Női
| Orosz női kosárlabdacsapat-játékoskeret                                                                           | Orosz női kosárlabdacsapat-játékoskeret                                                                               |
| --- | --- |
| - Szvetlana Abroszimova - Anna Arhipova - Olga Artyesina - Elen Sakirova - Jelena Hudasova - Jevgenyija Nyikonova | - Jelena Psikova - Irina Rutkovszkaja - Julija Szkopa - Marija Sztyepanova - Irina Szumnyikova - Natalja Zaszulszkaja |

#### Eredmények
Csoportkör
B csoport
| Csapat                 | M | Gy | V | P+  | P–  | Pk   | P  |
| ---------------------- | - | -- | - | --- | --- | ---- | -- |
| Egyesült Államok (USA) | 5 | 5  | 0 | 436 | 312 | +124 | 10 |
| Oroszország (RUS)      | 5 | 3  | 2 | 398 | 325 | +73  | 8  |
| Dél-Korea (KOR)        | 5 | 3  | 2 | 382 | 357 | +25  | 8  |
| Lengyelország (POL)    | 5 | 3  | 2 | 327 | 339 | –12  | 8  |
| Kuba (CUB)             | 5 | 1  | 4 | 318 | 358 | –40  | 6  |
| Új-Zéland (NZL)        | 4 | 0  | 4 | 265 | 435 | –170 | 4  |

| 2000. szeptember 16. 19:30 | Kuba (CUB)          | 62–72     | Oroszország (RUS)    | Nézőszám: 5330 |
| 2000. szeptember 16. 19:30 | (33–38) Jegyzőkönyv |           |                      | Nézőszám: 5330 |
| 2000. szeptember 16. 19:30 | Martínez 16         | Pont      | Zaszulszkaja 18      | Nézőszám: 5330 |
| 2000. szeptember 16. 19:30 | Martínez 6          | Lepattanó | három játékos 5      | Nézőszám: 5330 |
| 2000. szeptember 16. 19:30 | Castillo 5          | Gólpassz  | Sakirova, Arhipova 3 | Nézőszám: 5330 |

| 2000. szeptember 18. 11:30 | Oroszország (RUS)   | 84–46     | Lengyelország (POL) | Nézőszám: 4315 |
| 2000. szeptember 18. 11:30 | (34–20) Jegyzőkönyv |           |                     | Nézőszám: 4315 |
| 2000. szeptember 18. 11:30 | Hudasova 13         | Pont      | Trześniewska 10     | Nézőszám: 4315 |
| 2000. szeptember 18. 11:30 | Sakirova 9          | Lepattanó | M. Dydek 8          | Nézőszám: 4315 |
| 2000. szeptember 18. 11:30 | Nyikonova 4         | Gólpassz  | Predehl, Wlaźlak 2  | Nézőszám: 4315 |

| 2000. szeptember 20. 16:30 | Egyesült Államok (USA) | 88–77     | Oroszország (RUS) | Nézőszám: 8383 |
| 2000. szeptember 20. 16:30 | (44–47) Jegyzőkönyv    |           |                   | Nézőszám: 8383 |
| 2000. szeptember 20. 16:30 | Leslie 18              | Pont      | Arhipova 15       | Nézőszám: 8383 |
| 2000. szeptember 20. 16:30 | Griffith 11            | Lepattanó | Zaszulszkaja 6    | Nézőszám: 8383 |
| 2000. szeptember 20. 16:30 | Edwards, Swoopes 3     | Gólpassz  | Zaszulszkaja 5    | Nézőszám: 8383 |

| 2000. szeptember 22. 9:30 | Oroszország (RUS)          | 73–75 (h. u.) | Dél-Korea (KOR) | Nézőszám: 6006 |
| 2000. szeptember 22. 9:30 | (37–34, 69–69) Jegyzőkönyv |               |                 | Nézőszám: 6006 |
| 2000. szeptember 22. 9:30 | Psikova 18                 | Pont          | Cson Dzsuvon 22 | Nézőszám: 6006 |
| 2000. szeptember 22. 9:30 | Zaszulszkaja 6             | Lepattanó     | Cson Dzsuvon 4  | Nézőszám: 6006 |
| 2000. szeptember 22. 9:30 | Arhipova 5                 | Gólpassz      | Csong Unszun 10 | Nézőszám: 6006 |

| 2000. szeptember 24. 11:30 | Új-Zéland (NZL)     | 54–92     | Oroszország (RUS) | Nézőszám: 8308 |
| 2000. szeptember 24. 11:30 | (28–41) Jegyzőkönyv |           |                   | Nézőszám: 8308 |
| 2000. szeptember 24. 11:30 | Ofsoski 11          | Pont      | Rutkovszkaja 19   | Nézőszám: 8308 |
| 2000. szeptember 24. 11:30 | Ofsoski 5           | Lepattanó | Hudasova 9        | Nézőszám: 8308 |
| 2000. szeptember 24. 11:30 | három játékos 2     | Gólpassz  | Abroszimova 5     | Nézőszám: 8308 |

Negyeddöntő
| 2000. szeptember 27. 17:00 | Oroszország (RUS)   | 67–68     | Brazília (BRA)      | Nézőszám: 14 381 Játékvezetők: Carl Jungebrand (FIN), Mike Thomson (CAN) |
| 2000. szeptember 27. 17:00 | (39–38) Jegyzőkönyv |           |                     | Nézőszám: 14 381 Játékvezetők: Carl Jungebrand (FIN), Mike Thomson (CAN) |
| 2000. szeptember 27. 17:00 | Psikova 18          | Pont      | Oliveira 17         | Nézőszám: 14 381 Játékvezetők: Carl Jungebrand (FIN), Mike Thomson (CAN) |
| 2000. szeptember 27. 17:00 | Zaszulszkaja 6      | Lepattanó | dos Santos Arcain 9 | Nézőszám: 14 381 Játékvezetők: Carl Jungebrand (FIN), Mike Thomson (CAN) |
| 2000. szeptember 27. 17:00 | Arhipova 5          | Gólpassz  | Luz, Neves 4        | Nézőszám: 14 381 Játékvezetők: Carl Jungebrand (FIN), Mike Thomson (CAN) |

Az 5. helyért
| 2000. szeptember 29. 11:30 | Franciaország (FRA) | 71–59     | Oroszország (RUS) | Nézőszám: 14 260 Játékvezetők: Bill Mindenhall (AUS), David Jones (USA) |
| 2000. szeptember 29. 11:30 | (30–27) Jegyzőkönyv |           |                   | Nézőszám: 14 260 Játékvezetők: Bill Mindenhall (AUS), David Jones (USA) |
| 2000. szeptember 29. 11:30 | Sauret 17           | Pont      | Nyikonova 18      | Nézőszám: 14 260 Játékvezetők: Bill Mindenhall (AUS), David Jones (USA) |
| 2000. szeptember 29. 11:30 | Fijalkowski 6       | Lepattanó | Zaszulszkaja 5    | Nézőszám: 14 260 Játékvezetők: Bill Mindenhall (AUS), David Jones (USA) |
| 2000. szeptember 29. 11:30 | Melain 4            | Gólpassz  | Arhipova 4        | Nézőszám: 14 260 Játékvezetők: Bill Mindenhall (AUS), David Jones (USA) |

| Csapat            | Helyezés |
| ----------------- | -------- |
| Oroszország (RUS) | 6.       |

## Lovaglás
Díjlovaglás
| Versenyző          | Ló            | Versenyszám | 1. kör | 1. kör | 2. kör  | 2. kör  | 3. kör  | 3. kör  | Végeredmény | Végeredmény |
| Versenyző          | Ló            | Versenyszám | Pont   | Hely.  | Pont    | Hely.   | Pont    | Hely.   | Pont        | Helyezés    |
| ------------------ | ------------- | ----------- | ------ | ------ | ------- | ------- | ------- | ------- | ----------- | ----------- |
| Szvetlana Knyazeva | Russian Dance | Egyéni      | 63,12  | 39.    | kiesett | kiesett | kiesett | kiesett | kiesett     | kiesett     |
| Jelena Szidnyeva   | Podkhod       | Egyéni      | 65,76  | 23.    | 63,67   | 24.     | kiesett | kiesett | kiesett     | kiesett     |

## Műugrás
Férfi
| Versenyző                              | Versenyszám          | Selejtező | Selejtező | Elődöntő | Elődöntő | Döntő   | Döntő    |
| Versenyző                              | Versenyszám          | Pont      | Helyezés  | Pont     | Helyezés | Pont    | Helyezés |
| -------------------------------------- | -------------------- | --------- | --------- | -------- | -------- | ------- | -------- |
| Alekszandr Dobroszkok                  | Egyéni műugrás       | 377,34    | 17.       | 598,62   | 13.      | kiesett | kiesett  |
| Dmitrij Szautyin                       | Egyéni műugrás       | 444,51    | 3.        | 684,75   | 2.       | 703,20  |          |
| Dmitrij Szautyin                       | Egyéni toronyugrás   | 471,27    | 3.        | 662,19   | 3.       | 679,26  |          |
| Igor Lukasin                           | Egyéni toronyugrás   | 432,15    | 11.       | 612,09   | 11.      | 624,51  | 7.       |
| Alekszandr Dobroszkok Dmitrij Szautyin | Szinkron műugrás     |           |           |          |          | 329,97  |          |
| Igor Lukasin Dmitrij Szautyin          | Szinkron toronyugrás |           |           |          |          | 365,04  |          |

Női
| Versenyző                                     | Versenyszám          | Selejtező | Selejtező | Elődöntő | Elődöntő | Döntő   | Döntő    |
| Versenyző                                     | Versenyszám          | Pont      | Helyezés  | Pont     | Helyezés | Pont    | Helyezés |
| --------------------------------------------- | -------------------- | --------- | --------- | -------- | -------- | ------- | -------- |
| Julija Pahalina                               | Egyéni műugrás       | 316,08    | 3.        | 552,51   | 3.       | 570,42  | 4.       |
| Vera Iljina                                   | Egyéni műugrás       | 305,25    | 5.        | 543,06   | 4.       | 555,15  | 6.       |
| Szvetlana Tyimosinyina                        | Egyéni toronyugrás   | 309,21    | 7.        | 469,68   | 9.       | 478,89  | 8.       |
| Jevgenyija Olsevszkaja                        | Egyéni toronyugrás   | 271,05    | 18.       | 438,03   | 16.      | kiesett | kiesett  |
| Vera Iljina Julija Pahalina                   | Szinkron műugrás     |           |           |          |          | 332,64  |          |
| Jevgenyija Olsevszkaja Szvetlana Tyimosinyina | Szinkron toronyugrás |           |           |          |          | 288,30  | 6.       |

## Ökölvívás
| Versenyző               | Versenyszám     | Selejtező                        | Nyolcaddöntő                      | Negyeddöntő                    | Elődöntő                          | Döntő                              | Helyezés |
| Versenyző               | Versenyszám     | Ellenfél Eredmény                | Ellenfél Eredmény                 | Ellenfél Eredmény              | Ellenfél Eredmény                 | Ellenfél Eredmény                  | Helyezés |
| ----------------------- | --------------- | -------------------------------- | --------------------------------- | ------------------------------ | --------------------------------- | ---------------------------------- | -------- |
| Szergej Kazakov         | Papírsúly       | Brian Viloria (USA) · 6-8        | kiesett                           | kiesett                        | kiesett                           | kiesett                            | 17.      |
| Ilfat Razjapov          | Légsúly         | erőnyerő                         | Vahtang Darcsinjan (ARM) · 11-20  | kiesett                        | kiesett                           | kiesett                            | 9.       |
| Raimkul Malahbekov      | Harmatsúly      | Ceferino Labarda (ARG) · 17-2    | Teimuraz Khurtsilava (GEO) · 13-7 | Alisher Rahimov (UZB) · 16-10  | Szerhij Danilcsenko (UKR) · 15-10 | Guillermo Rigondeaux (CUB) · 12-18 |          |
| Kamil Dzsamalutgyinov   | Pehelysúly      | Vidas Bičziulaytis (LTU) · 9-5   | Francisco Bojado (MEX) · 15-12    | Yosvany Aguilera (CUB) · 17-12 | Rocky Juarez (USA) · 12-23        | kiesett                            |          |
| Alekszandr Maletyin     | Könnyűsúly      | Mahac Nuriddinovun (AZE) · 14-5  | Patriz López (VEN) · 18-3         | Selim Palyani (TUR) · 21-6     | Mario Kindelán (CUB) · 15-27      | kiesett                            |          |
| Alekszandr Leonov       | Kisváltósúly    | Sami Khelifi (TUN) · 14-9        | Hvang Szongbom (KOR) · 14-10      | Ricardo Williams (USA) · 12-17 | kiesett                           | kiesett                            | 6.       |
| Oleg Szaitov            | Váltósúly       | erőnyerő                         | Francisco Calderón (COL) · 15-1   | Ruslan Xeyirov (AZE) · 10-10   | Dorel Simion (ROU) · 19-10        | Szerhij Docenko (UKR) · 24-16      |          |
| Andrej Misin            | Nagyváltósúly   | Frédéric Esther (FRA) · 11-16    | kiesett                           | kiesett                        | kiesett                           | kiesett                            | 17.      |
| Gajdarbek Gajdarbekov   | Középsúly       | Utkirbek Khaydarov (UZB) · 11-10 | Albert Eromosele (NGR) · 15-9     | Jeff Lacy (USA) · 18-3         | Erdei Zsolt (HUN) · 24-16         | Jorge Gutiérrez (CUB) · 15-17      |          |
| Alekszandr Lebzjak      | Félnehézsúly    | Djibril Fall (SEN) · 16-1        | Danny Green (AUS) · 22-7          | John Dovi (FRA) · 13-11        | Sergey Mikhaylov (UZB) · 16-1     | Rudi Kraj (CZE) · 20-6             |          |
| Szultan-Ahmed Ibragimov | Nehézsúly       |                                  | Pauga Lalau (SAM) · RSC           | Jackson Chanet (FRA) · 18-13   | Vladimer Csanturia (GEO) · 19-4   | Félix Savón (CUB) · 13-21          |          |
| Alekszej Lezin          | Szupernehézsúly |                                  | Audley Harrison (GBR) · RSC       | kiesett                        | kiesett                           | kiesett                            | 9.       |

RSC - a játékvezető megállította a mérkőzést

## Öttusa
| Versenyző             | Versenyszám | Lövészet | Lövészet | Lövészet | Vívás    | Vívás | Vívás  | Úszás   | Úszás | Úszás | Lovaglás | Lovaglás | Lovaglás | Lovaglás | Futás    | Futás | Futás | Összesen    | Összesen |
| Versenyző             | Versenyszám | Pontszám | Pont     | Hely.    | Eredmény | Pont  | Hely.  | Idő     | Pont  | Hely. | Idő      | Hibapont | Pont     | Hely.    | Idő      | Pont  | Hely. | Összes pont | Helyezés |
| --------------------- | ----------- | -------- | -------- | -------- | -------- | ----- | ------ | ------- | ----- | ----- | -------- | -------- | -------- | -------- | -------- | ----- | ----- | ----------- | -------- |
| Dmitrij Szvatkovszkij | Férfi       | 176      | 1048     | 13.**    | 13-11    | 880   | 5.***  | 2:07,64 | 1224  | 7.    | 57,13    | 30       | 1070     | 1.       | 9:21,79  | 1154  | 4.    | 5376        |          |
| Tatyjana Muratova     | Női         | 177      | 1060     | 9.*      | 11-13    | 800   | 9.**** | 2:27,86 | 1122  | 15.   | 1:00,75  | 60       | 1040     | 4.       | 11:41,86 | 914   | 17.   | 4936        | 13.      |
| Jelizaveta Szuvorova  | Női         | 180      | 1096     | 5.       | 15-9     | 960   | 1.***  | 2:28,39 | 1117  | 18.   | 1:26,74  | 210      | 827      | 18.      | 11:01,37 | 1076  | 6.    | 5076        | 7.       |

* - egy másik versenyzővel azonos eredményt ért el

** - két másik versenyzővel azonos eredményt ért el

*** - három másik versenyzővel azonos eredményt ért el

**** - nyolc másik versenyzővel azonos eredményt ért el

## Röplabda

### Férfi
| Orosz férfi röplabdacsapat-játékoskeret                                                                                 | Orosz férfi röplabdacsapat-játékoskeret                                                                      |
| --- | --- |
| - Alekszandr Geraszimov - Valerij Gorjusev - Alekszej Kazakov - Vagyim Hamutckih - Alekszej Kulesov - Jevgenyij Mitykov | - Ruszlan Olihver - Ilja Szaveljev - Igor Sulepov - Szergej Tyetyuhin - Konsztantyin Usakov - Roman Jakovlev |

#### Eredmények
Csoportkör
|                        |      | Mérkőzések | Mérkőzések | Szettek | Szettek | Szettek | Pontok | Pontok | Pontok |
| Csapat                 | Pont | Gy         | V          | Sz+     | Sz–     | SzA     | P+     | P–     | PA     |
| ---------------------- | ---- | ---------- | ---------- | ------- | ------- | ------- | ------ | ------ | ------ |
| Olaszország (ITA)      | 10   | 5          | 0          | 15      | 4       | 3,750   | 482    | 421    | 1,145  |
| Oroszország (RUS)      | 9    | 4          | 1          | 13      | 7       | 1,857   | 465    | 443    | 1,050  |
| Jugoszlávia (SCG)      | 8    | 3          | 2          | 12      | 9       | 1,333   | 489    | 461    | 1,061  |
| Argentína (ARG)        | 7    | 2          | 3          | 7       | 11      | 0,636   | 409    | 446    | 0,917  |
| Dél-Korea (KOR)        | 6    | 1          | 4          | 8       | 14      | 0,571   | 491    | 504    | 0,974  |
| Egyesült Államok (USA) | 5    | 0          | 5          | 5       | 15      | 0,333   | 417    | 478    | 0,872  |

| 2000. szeptember 17. 12:30 | Oroszország (RUS)            | 3–1 | Jugoszlávia (SCG) | Nézőszám: 8056 Játékvezető: Takashi Shimoyama (JPN), Josebel Palmeirim (BRA) |
| 2000. szeptember 17. 12:30 | (19–25, 25–23, 25–23, 25–20) |     |                   | Nézőszám: 8056 Játékvezető: Takashi Shimoyama (JPN), Josebel Palmeirim (BRA) |

| 2000. szeptember 19. 14:30 | Oroszország (RUS)            | 3–1 | Egyesült Államok (USA) | Nézőszám: 7223 Játékvezető: Dean Turner (AUS), Fernando Nava (MEX) |
| 2000. szeptember 19. 14:30 | (25–18, 25–23, 21–25, 25–17) |     |                        | Nézőszám: 7223 Játékvezető: Dean Turner (AUS), Fernando Nava (MEX) |

| 2000. szeptember 21. 14:30 | Dél-Korea (KOR)                     | 2–3 | Oroszország (RUS) | Nézőszám: 8085 Játékvezető: Jose Ramon Perez Vento (CUB), Mahmoud Hosni Abdel Megid (EGY) |
| 2000. szeptember 21. 14:30 | (22–25, 25–22, 25–20, 27–29, 15–17) |     |                   | Nézőszám: 8085 Játékvezető: Jose Ramon Perez Vento (CUB), Mahmoud Hosni Abdel Megid (EGY) |

| 2000. szeptember 23. 14:30 | Oroszország (RUS)            | 1–3 | Olaszország (ITA) | Nézőszám: 8278 Játékvezető: Josebel Palmeirim (BRA), Dean Turner (AUS) |
| 2000. szeptember 23. 14:30 | (20–25, 20–25, 25–22, 22–25) |     |                   | Nézőszám: 8278 Játékvezető: Josebel Palmeirim (BRA), Dean Turner (AUS) |

| 2000. szeptember 25. 10:00 | Argentína (ARG)       | 0–3 | Oroszország (RUS) | Nézőszám: 4676 Játékvezető: Songsak Chareonpong (THA), Takashi Shimoyama (JPN) |
| 2000. szeptember 25. 10:00 | (23–25, 15–25, 20–25) |     |                   | Nézőszám: 4676 Játékvezető: Songsak Chareonpong (THA), Takashi Shimoyama (JPN) |

Negyeddöntő
| 2000. szeptember 27. 12:30 | Kuba (CUB)                          | 2–3 | Oroszország (RUS) | Nézőszám: 7514 Játékvezető: Takashi Shimoyama (JPN), Dean Turner (AUS) |
| 2000. szeptember 27. 12:30 | (25–21, 23–25, 19–25, 25–19, 13–15) |     |                   | Nézőszám: 7514 Játékvezető: Takashi Shimoyama (JPN), Dean Turner (AUS) |

Elődöntő
| 2000. szeptember 29. 18:30 | Argentína (ARG)              | 1–3 | Oroszország (RUS) | Nézőszám: 8177 Játékvezető: Jose Ramon Perez Vento (CUB), Wang Ning (CHN) |
| 2000. szeptember 29. 18:30 | (25–27, 30–32, 25–21, 11–25) |     |                   | Nézőszám: 8177 Játékvezető: Jose Ramon Perez Vento (CUB), Wang Ning (CHN) |

Döntő
| 2000. október 1. 14:30 | Oroszország (RUS)     | 0–3 | Jugoszlávia (SCG) | Nézőszám: 9444 Játékvezető: Juan Angel Pereyra (ARG), Hóbor Béla (HUN) |
| 2000. október 1. 14:30 | (22–25, 22–25, 20–25) |     |                   | Nézőszám: 9444 Játékvezető: Juan Angel Pereyra (ARG), Hóbor Béla (HUN) |

| Csapat            | Helyezés |
| ----------------- | -------- |
| Oroszország (RUS) |          |

### Női
| Orosz női röplabdacsapat-játékoskeret                                                                                      | Orosz női röplabdacsapat-játékoskeret                                                                                     |
| --- | --- |
| - Jevgenyija Artamonova - Jelena Tyurina - Anasztaszija Belikova - Jekatyerina Gamova - Jelena Gogyina - Tatyjana Gracseva | - Natalja Morozova - Olga Potasova - Inyessza Szargszjan - Ljubov Saskova - Jelizaveta Tyiscsenko - Jelena Vaszilevszkaja |

#### Eredmények
Csoportkör
B csoport
|                   |      | Mérkőzések | Mérkőzések | Szettek | Szettek | Szettek | Pontok | Pontok | Pontok |
| Csapat            | Pont | Gy         | V          | Sz+     | Sz–     | SzA     | P+     | P–     | PA     |
| ----------------- | ---- | ---------- | ---------- | ------- | ------- | ------- | ------ | ------ | ------ |
| Oroszország (RUS) | 10   | 5          | 0          | 15      | 5       | 3,000   | 465    | 392    | 1,186  |
| Kuba (CUB)        | 9    | 4          | 1          | 14      | 4       | 3,500   | 419    | 332    | 1,262  |
| Dél-Korea (KOR)   | 8    | 3          | 2          | 9       | 9       | 1,000   | 393    | 413    | 0,952  |
| Németország (GER) | 7    | 2          | 3          | 8       | 10      | 0,800   | 380    | 395    | 0,962  |
| Olaszország (ITA) | 6    | 1          | 4          | 7       | 12      | 0,583   | 427    | 446    | 0,957  |
| Peru (PER)        | 5    | 0          | 5          | 2       | 15      | 0,133   | 316    | 422    | 0,749  |

| 2000. szeptember 16. 12:00 | Peru (PER)            | 0–3 | Oroszország (RUS) | Nézőszám: 4637 Játékvezető: Doug Wayne Wilson (USA), Fernando Nava (MEX) |
| 2000. szeptember 16. 12:00 | (17–25, 13–25, 20–25) |     |                   | Nézőszám: 4637 Játékvezető: Doug Wayne Wilson (USA), Fernando Nava (MEX) |

| 2000. szeptember 18. 20:30 | Kuba (CUB)                          | 2–3 | Oroszország (RUS) | Nézőszám: 6694 Játékvezető: Juan Angel Pereyra (ARG), Wang Ning (CHN) |
| 2000. szeptember 18. 20:30 | (25–20, 21–25, 25–21, 12–25, 13–15) |     |                   | Nézőszám: 6694 Játékvezető: Juan Angel Pereyra (ARG), Wang Ning (CHN) |

| 2000. szeptember 20. 12:00 | Oroszország (RUS)            | 3–1 | Olaszország (ITA) | Nézőszám: 3385 Játékvezető: Stoyan Kostov Stoyanov (BUL), Hóbor Béla (HUN) |
| 2000. szeptember 20. 12:00 | (29–31, 25–18, 25–21, 25–19) |     |                   | Nézőszám: 3385 Játékvezető: Stoyan Kostov Stoyanov (BUL), Hóbor Béla (HUN) |

| 2000. szeptember 22. 14:35 | Németország (GER)                  | 2–3 | Oroszország (RUS) | Nézőszám: 6706 Játékvezető: Takashi Shimoyama (JPN), Dean Turner (AUS) |
| 2000. szeptember 22. 14:35 | (23–25, 25–23, 25–14, 26–28, 6–15) |     |                   | Nézőszám: 6706 Játékvezető: Takashi Shimoyama (JPN), Dean Turner (AUS) |

| 2000. szeptember 24. 20:30 | Oroszország (RUS)     | 3–0 | Dél-Korea (KOR) | Nézőszám: 8226 Játékvezető: Juan Angel Pereyra (ARG), Mahmoud Hosni Abdel Megid (EGY) |
| 2000. szeptember 24. 20:30 | (25–15, 25–21, 25–16) |     |                 | Nézőszám: 8226 Játékvezető: Juan Angel Pereyra (ARG), Mahmoud Hosni Abdel Megid (EGY) |

Negyeddöntő
| 2000. szeptember 26. 14:30 | Kína (CHN)            | 0–3 | Oroszország (RUS) | Nézőszám: 6358 Játékvezető: Josebel Palmeirim (BRA), Fernando Nava (MEX) |
| 2000. szeptember 26. 14:30 | (25–27, 23–25, 26–28) |     |                   | Nézőszám: 6358 Játékvezető: Josebel Palmeirim (BRA), Fernando Nava (MEX) |

Elődöntő
| 2000. szeptember 28. 20:55 | Egyesült Államok (USA)             | 2–3 | Oroszország (RUS) | Nézőszám: 9031 Játékvezető: Juan Angel Pereyra (ARG), Songsak Chareonpong (THA) |
| 2000. szeptember 28. 20:55 | (15–25, 25–23, 15–25, 28–26, 8–15) |     |                   | Nézőszám: 9031 Játékvezető: Juan Angel Pereyra (ARG), Songsak Chareonpong (THA) |

Döntő
| 2000. szeptember 30. 14:30 | Kuba (CUB)                         | 3–2 | Oroszország (RUS) | Nézőszám: 9444 Játékvezető: Josebel Palmeirim (BRA), Songsak Chareonpong (THA) |
| 2000. szeptember 30. 14:30 | (25–27, 32–34, 25–19, 25–18, 15–7) |     |                   | Nézőszám: 9444 Játékvezető: Josebel Palmeirim (BRA), Songsak Chareonpong (THA) |

| Csapat            | Helyezés |
| ----------------- | -------- |
| Oroszország (RUS) |          |

### Strandröplabda

#### Férfi
| Versenyző                         | 1. forduló                                                    | Reményág          | Reményág          | Nyolcaddöntő                                  | Negyeddöntő       | Elődöntő          | Döntő             | Helyezés |
| Versenyző                         | 1. forduló                                                    | 1. forduló        | 2. forduló        | Nyolcaddöntő                                  | Negyeddöntő       | Elődöntő          | Döntő             | Helyezés |
| Versenyző                         | Ellenfél Eredmény                                             | Ellenfél Eredmény | Ellenfél Eredmény | Ellenfél Eredmény                             | Ellenfél Eredmény | Ellenfél Eredmény | Ellenfél Eredmény | Helyezés |
| --------------------------------- | ------------------------------------------------------------- | ----------------- | ----------------- | --------------------------------------------- | ----------------- | ----------------- | ----------------- | -------- |
| Szergej Jermisin Mihail Kusnyerev | Argentína (ARG) · Mariano Baracetti · José Luis Salema · 15-4 |                   |                   | Kanada (CAN) · John Child · Mark Heese · 6-15 | kiesett           | kiesett           | kiesett           | 9.       |

## Sportlövészet
Férfi
| Versenyző            | Versenyszám           | Selejtező | Selejtező   | Döntő   | Döntő    |
| Versenyző            | Versenyszám           | Pont      | Helyezés    | Pont    | Helyezés |
| -------------------- | --------------------- | --------- | ----------- | ------- | -------- |
| Mihail Nyesztrujev   | Légpisztoly           | 583       | 3.*         | 682,3   | 4.       |
| Borisz Kokorev       | Légpisztoly           | 572       | 26.         | kiesett | kiesett  |
| Borisz Kokorev       | Szabadpisztoly        | 559       | 12.*        | kiesett | kiesett  |
| Vlagyimir Goncsarov  | Szabadpisztoly        | 564       | 5.          | 662,2   | 4.       |
| Vlagyimir Goncsarov  | Légpisztoly           | 579       | 9.*         | kiesett | kiesett  |
| Szergej Alifirenko   | Gyorstüzelő pisztoly  | 587       | 1.**        | 687,6   |          |
| Jevgenyij Alejnyikov | Légpuska              | 592       | 3.****      | 693,8   |          |
| Jevgenyij Alejnyikov | Sportpuska, összetett | 1166      | 7.          | 1265,5  | 7.       |
| Artyom Hadzsibekov   | Sportpuska, összetett | 1173      | 3.          | 1268,2  | 4.       |
| Artyom Hadzsibekov   | Légpuska              | 592       | 3.****      | 695,1   |          |
| Artyom Hadzsibekov   | Sportpuska, fekvő     | 597       | 3.***       | 699,2   | 6.       |
| Szergej Kovalenko    | Sportpuska, fekvő     | 594       | 13.*****    | kiesett | kiesett  |
| Dimitrij Likin       | Futócéllövészet       | 573       | 7.**        | 671,7   | 5.       |
| Igor Koleszov        | Futócéllövészet       | 576       | 4.          | 667,5   | 7.       |
| Szergej Ljubomirov   | Trap                  | 106       | 32.****     | kiesett | kiesett  |
| Alekszej Alipov      | Trap                  | 114       | 9.***       | kiesett | kiesett  |
| Alekszej Alipov      | Dupla trap            | 131       | 14.*        | kiesett | kiesett  |
| Nyikolaj Tyoplij     | Skeet                 | 119       | 23.******** | kiesett | kiesett  |

Női
| Versenyző               | Versenyszám           | Selejtező | Selejtező | Döntő   | Döntő    |
| Versenyző               | Versenyszám           | Pont      | Helyezés  | Pont    | Helyezés |
| ----------------------- | --------------------- | --------- | --------- | ------- | -------- |
| Szvetlana Szmirnova     | Légpisztoly           | 384       | 6.        | 483,7   | 4.       |
| Olga Kuznyecova         | Légpisztoly           | 386       | 4.        | 482,4   | 7.       |
| Olga Kuznyecova         | Sportpisztoly         | 578       | 15.*      | kiesett | kiesett  |
| Marina Logvinyenko      | Sportpisztoly         | 580       | 9.*       | kiesett | kiesett  |
| Ljubov Galkina          | Légpuska              | 395       | 2.***     | 496,7   | 4.       |
| Tatyjana Goldobina      | Légpuska              | 389       | 32.***    | kiesett | kiesett  |
| Tatyjana Goldobina      | Sportpuska, összetett | 585       | 1.**      | 680,9   |          |
| Marija Feklisztova      | Sportpuska, összetett | 582       | 6.        | 679,9   |          |
| Jelena Tkacs            | Trap                  | 65        | 6.        | 81      | 6.       |
| Jelena Tkacs            | Dupla trap            | 90        | 16.       | kiesett | kiesett  |
| Szvetlana Gyomina       | Skeet                 | 70        | 3.***     | 95      |          |
| Jerdzsanyik Avetyiszjan | Skeet                 | 70        | 3.***     | 92      | 6.       |

* - egy másik versenyzővel azonos eredményt ért el

** - két másik versenyzővel azonos eredményt ért el

*** - három másik versenyzővel azonos eredményt ért el

**** - négy másik versenyzővel azonos eredményt ért el

***** - öt másik versenyzővel azonos eredményt ért el

******** - nyolc másik versenyzővel azonos eredményt ért el

## Súlyemelés
Férfi
| Versenyző               | Versenyszám | Szakítás                 | Szakítás                 | Lökés                    | Lökés                    | Összesen | Helyezés |
| Versenyző               | Versenyszám | Eredmény                 | Helyezés                 | Eredmény                 | Helyezés                 | Összesen | Helyezés |
| ----------------------- | ----------- | ------------------------ | ------------------------ | ------------------------ | ------------------------ | -------- | -------- |
| Alekszej Bortkov        | 62 kg       | érvényes kísérlet nélkül | érvényes kísérlet nélkül | kiesett                  | kiesett                  | kiesett  | kiesett  |
| Jurij Miskovec          | 85 kg       | 162,5                    | 11.                      | 192,5                    | 13.**                    | 355,0    | 13.      |
| Alekszej Petrov         | 94 kg       | 180,0                    | 4.*                      | 222,5                    | 1.*                      | 402,5    |          |
| Jevgenyij Csigisev      | 105 kg      | 190,0                    | 2.****                   | 225,0                    | 5.*                      | 415,0    | 5.       |
| Jevgenyij Sisljannyikov | 105 kg      | 187,5                    | 7.*                      | érvényes kísérlet nélkül | érvényes kísérlet nélkül | kiesett  | kiesett  |
| Andrej Csemerkin        | +105 kg     | 202,5                    | 4.*                      | 260,0                    | 1.**                     | 462,5    |          |

Női
| Versenyző          | Versenyszám | Szakítás | Szakítás | Lökés    | Lökés    | Összesen | Helyezés |
| Versenyző          | Versenyszám | Eredmény | Helyezés | Eredmény | Helyezés | Összesen | Helyezés |
| ------------------ | ----------- | -------- | -------- | -------- | -------- | -------- | -------- |
| Valentyina Popova  | 63 kg       | 107,5    | 2.       | 127,5    | 2.       | 235,0    |          |
| Irina Kaszimova    | 69 kg       | 100,0    | 5.*****  | 130,0    | 4.**     | 230,0    | 6.       |
| Szvetlana Habirova | 75 kg       | 102,5    | 7.*      | 125,0    | 5.       | 227,5    | 6.       |

* - egy másik versenyzővel azonos eredményt ért el

** - két másik versenyzővel azonos eredményt ért el

**** - négy másik versenyzővel azonos eredményt ért el

***** - öt másik versenyzővel azonos eredményt ért el

## Szinkronúszás
| Versenyző | Versenyszám | Selejtező           | Selejtező           | Selejtező        | Selejtező        | Selejtező  | Selejtező  | Döntő               | Döntő               | Döntő            | Döntő            | Döntő      | Döntő      | Helyezés |
| Versenyző | Versenyszám | Technikai gyakorlat | Technikai gyakorlat | Szabad gyakorlat | Szabad gyakorlat | Összesítés | Összesítés | Technikai gyakorlat | Technikai gyakorlat | Szabad gyakorlat | Szabad gyakorlat | Összesítés | Összesítés | Helyezés |
| Versenyző | Versenyszám | Pont                | Hely.               | Pont             | Hely.            | Pont       | Hely.      | Pont                | Hely.               | Pont             | Hely.            | Pont       | Hely.      | Helyezés |
| --- | ----------- | ------------------- | ------------------- | ---------------- | ---------------- | ---------- | ---------- | ------------------- | ------------------- | ---------------- | ---------------- | ---------- | ---------- | -------- |
| Olga Brusznyikina Marija Kiszeljova | Páros       | 98,800              | 1.                  | 99,200           | 1.               | 99,060     | 1.         | 98,800              | 1.                  | 100,000          | 1.               | 99,580     | 1.         |          |
| Jelena Antonova Jelena Azarova Olga Brusznyikina Marija Kiszeljova Olga Novokscsenova Irina Persina Jelena Szoja Julija Vasziljeva Olga Vaszjukova | Csapat      |                     |                     |                  |                  |            |            | 98,800              | 1.                  | 99,333           | 1.               | 99,146     | 1.         |          |

## Taekwondo
Férfi
| Versenyző           | Versenyszám | Selejtező                          | Negyeddöntő                | Elődöntő          | Vigaszág negyeddöntő        | Vigaszág elődöntő | Bronz- mérkőzés   | Döntő             | Helyezés |
| Versenyző           | Versenyszám | Ellenfél Eredmény                  | Ellenfél Eredmény          | Ellenfél Eredmény | Ellenfél Eredmény           | Ellenfél Eredmény | Ellenfél Eredmény | Ellenfél Eredmény | Helyezés |
| ------------------- | ----------- | ---------------------------------- | -------------------------- | ----------------- | --------------------------- | ----------------- | ----------------- | ----------------- | -------- |
| Aszlanbek Dzityijev | Pehelysúly  | Nizár Mohammed Nájili (LBA) · 12-3 | Szin Dzsunszik (KOR) · 1-9 |                   | Tuncay Caliskan (AUT) · 0-6 | kiesett           | kiesett           |                   | 7.       |

Női
| Versenyző       | Versenyszám | Selejtező         | Negyeddöntő                    | Elődöntő                  | Vigaszág negyeddöntő | Vigaszág elődöntő | Bronz- mérkőzés   | Döntő                  | Helyezés |
| Versenyző       | Versenyszám | Ellenfél Eredmény | Ellenfél Eredmény              | Ellenfél Eredmény         | Ellenfél Eredmény    | Ellenfél Eredmény | Ellenfél Eredmény | Ellenfél Eredmény      | Helyezés |
| --------------- | ----------- | ----------------- | ------------------------------ | ------------------------- | -------------------- | ----------------- | ----------------- | ---------------------- | -------- |
| Natalja Ivanova | Nehézsúly   |                   | Dominique Bosshart (CAN) · 8-6 | Nataša Vezmar (CRO) · 6-4 |                      |                   |                   | Chen Zhong (CHN) · 3-8 |          |

## Tenisz
Férfi
| Versenyző                          | Versenyszám | 64-es főtábla                         | 32-es főtábla                                                | Nyolcaddöntő                                                                        | Negyeddöntő                      | Elődöntő                            | Bronz- mérkőzés   | Döntő                                      | Helyezés |
| Versenyző                          | Versenyszám | Ellenfél Eredmény                     | Ellenfél Eredmény                                            | Ellenfél Eredmény                                                                   | Ellenfél Eredmény                | Ellenfél Eredmény                   | Ellenfél Eredmény | Ellenfél Eredmény                          | Helyezés |
| ---------------------------------- | ----------- | ------------------------------------- | ------------------------------------------------------------ | ----------------------------------------------------------------------------------- | -------------------------------- | ----------------------------------- | ----------------- | ------------------------------------------ | -------- |
| Jevgenyij Kafelnyikov              | Egyes       | Juan Antonio Marín (CRC) · 6-0, 6-1   | Juan Ignacio Chela (ARG) · 7-6, 6-4                          | Mark Philippoussis (AUS) · 7-6, 6-3                                                 | Gustavo Kuerten (BRA) · 6-4, 7-5 | Arnaud Di Pasquale (FRA) · 6-4, 6-4 |                   | Tommy Haas (GER) · 7-6, 3-6, 6-2, 4-6, 6-3 |          |
| Marat Szafin                       | Egyes       | Fabrice Santoro (FRA) · 6-1, 1-6, 4-6 | kiesett                                                      | kiesett                                                                             | kiesett                          | kiesett                             | kiesett           | kiesett                                    | 33.      |
| Jevgenyij Kafelnyikov Marat Szafin | Páros       |                                       | Nagy-Britannia (GBR) · Barry Cowan · Kyle Spencer · 7-6, 6-4 | Dél-afrikai Köztársaság (RSA) · David Adams · John-Laffnie de Jager · 3-6, 6-3, 7-9 | kiesett                          | kiesett                             | kiesett           | kiesett                                    | 9.       |

Női
| Versenyző                              | Versenyszám | 64-es főtábla                    | 32-es főtábla                                                    | Nyolcaddöntő                                                              | Negyeddöntő                          | Elődöntő                           | Bronz- mérkőzés   | Döntő                           | Helyezés |
| Versenyző                              | Versenyszám | Ellenfél Eredmény                | Ellenfél Eredmény                                                | Ellenfél Eredmény                                                         | Ellenfél Eredmény                    | Ellenfél Eredmény                  | Ellenfél Eredmény | Ellenfél Eredmény               | Helyezés |
| -------------------------------------- | ----------- | -------------------------------- | ---------------------------------------------------------------- | ------------------------------------------------------------------------- | ------------------------------------ | ---------------------------------- | ----------------- | ------------------------------- | -------- |
| Jelena Gyementyjeva                    | Egyes       | Mirka Vavrinec (SUI) · 6-1, 6-1  | Kristie Boogert (NED) · 6-2, 4-6, 7-5                            | Karina Habšudová (SVK) · 6-2, 6-1                                         | Barbara Schett (AUT) · 2-6, 6-2, 6-1 | Jelena Dokić (AUS) · 2-6, 6-4, 6-4 |                   | Venus Williams (USA) · 2-6, 4-6 |          |
| Anasztaszija Miszkina                  | Egyes       | Eléni Danjilídu (GRE) · 6-1, 7-5 | Dominique Van Roost (BEL) · 2-6, 3-6                             | kiesett                                                                   | kiesett                              | kiesett                            | kiesett           | kiesett                         | 17.      |
| Jelena Lihovceva                       | Egyes       | Jana Kandarr (GER) · 4-6, 4-6    | kiesett                                                          | kiesett                                                                   | kiesett                              | kiesett                            | kiesett           | kiesett                         | 33.      |
| Jelena Lihovceva Anasztaszija Miszkina | Páros       |                                  | Szlovénia (SLO) · David Adams · John-Laffnie de Jager · 7-6, 6-3 | Egyesült Államok (USA) · Serena Williams · Venus Williams · 6-4, 2-6, 3-6 | kiesett                              | kiesett                            | kiesett           | kiesett                         | 9.       |

## Tollaslabda
| Versenyző                         | Versenyszám | Selejtező         | 32-es főtábla                                               | Nyolcaddöntő                                                | Negyeddöntő       | Elődöntő          | Döntő             | Helyezés |
| Versenyző                         | Versenyszám | Ellenfél Eredmény | Ellenfél Eredmény                                           | Ellenfél Eredmény                                           | Ellenfél Eredmény | Ellenfél Eredmény | Ellenfél Eredmény | Helyezés |
| --------------------------------- | ----------- | ----------------- | ----------------------------------------------------------- | ----------------------------------------------------------- | ----------------- | ----------------- | ----------------- | -------- |
| Ella Karacskova                   | Női egyes   | erőnyerő          | Dai Yun (CHN) · 3-11, 5-11                                  | kiesett                                                     | kiesett           | kiesett           | kiesett           | 17.      |
| Marina Jakuseva                   | Női egyes   | erőnyerő          | Mizui Jaszuko (JPN) · 10-11, 6-11                           | kiesett                                                     | kiesett           | kiesett           | kiesett           | 17.      |
| Irina Ruszljakova Marina Jakuseva | Női páros   |                   | Japán (JPN) · Nagamine Hiroko · Igava Szatomi · 15-9, 15-11 | Dánia (DEN) · Helene Kirkegaard · Rikke Olsen · 16-17, 5-15 | kiesett           | kiesett           | kiesett           | 9.       |

## Torna
Férfi
| Versenyző                                                                                               | Versenyszám      | Selejtező | Selejtező | Döntő    | Döntő    |
| Versenyző                                                                                               | Versenyszám      | Pontszám  | Helyezés  | Pontszám | Helyezés |
| --- | ---------------- | --------- | --------- | -------- | -------- |
| Alekszej Nyemov                                                                                         | Talaj            | 9,800     | 1.        | 9,800    |          |
| Alekszej Nyemov                                                                                         | Ugrás            | 9,712     | 6.*       | 9,456    | 4.       |
| Alekszej Nyemov                                                                                         | Korlát           | 9,675     | 5.**      | 9,800    |          |
| Alekszej Nyemov                                                                                         | Nyújtó           | 9,787     | 1.**      | 9,787    |          |
| Alekszej Nyemov                                                                                         | Gyűrű            | 9,600     | 14.***    | kiesett  | kiesett  |
| Alekszej Nyemov                                                                                         | Lólengés         | 9,787     | 2.**      | 9,800    |          |
| Alekszej Nyemov                                                                                         | Egyéni összetett | 58,361    | 1.        | 58,474   |          |
| Alekszej Bondarenko                                                                                     | Talaj            | 9,475     | 16.**     | kiesett  | kiesett  |
| Alekszej Bondarenko                                                                                     | Ugrás            | 9,750     | 3.        | 9,587    |          |
| Alekszej Bondarenko                                                                                     | Korlát           | 9,525     | 27.*      | kiesett  | kiesett  |
| Alekszej Bondarenko                                                                                     | Nyújtó           | 9,750     | 5.*       | 9,762    | 4.       |
| Alekszej Bondarenko                                                                                     | Gyűrű            | 9,600     | 14.***    | kiesett  | kiesett  |
| Alekszej Bondarenko                                                                                     | Lólengés         | 9,712     | 12.**     | kiesett  | kiesett  |
| Alekszej Bondarenko                                                                                     | Egyéni összetett | 57,812    | 3.        | 57,924   | 7.       |
| Makszim Aljosin                                                                                         | Talaj            | 9,287     | 34.*      | kiesett  | kiesett  |
| Makszim Aljosin                                                                                         | Ugrás            | 9,575     | 25.*      | kiesett  | kiesett  |
| Makszim Aljosin                                                                                         | Korlát           | 8,950     | 65.       | kiesett  | kiesett  |
| Makszim Aljosin                                                                                         | Nyújtó           | 9,787     | 1.**      | kiesett  | kiesett  |
| Makszim Aljosin                                                                                         | Gyűrű            | 9,575     | 18.***    | kiesett  | kiesett  |
| Makszim Aljosin                                                                                         | Lólengés         | 9,100     | 62.*      | kiesett  | kiesett  |
| Makszim Aljosin                                                                                         | Egyéni összetett | 56,274    | 24.       | 56,399   | 19.      |
| Jevgenyij Podgornij                                                                                     | Talaj            | 9,625     | 6.        | 8,550    | 8.       |
| Jevgenyij Podgornij                                                                                     | Ugrás            | 9,387     | 37.*      | kiesett  | kiesett  |
| Jevgenyij Podgornij                                                                                     | Korlát           | 9,512     | 29.*      | kiesett  | kiesett  |
| Jevgenyij Podgornij                                                                                     | Nyújtó           | 9,162     | 64.       | kiesett  | kiesett  |
| Jevgenyij Podgornij                                                                                     | Gyűrű            | 9,462     | 39.****   | kiesett  | kiesett  |
| Jevgenyij Podgornij                                                                                     | Lólengés         | 9,125     | 60.*      | kiesett  | kiesett  |
| Jevgenyij Podgornij                                                                                     | Egyéni összetett | 56,273    | 25.       | kiesett  | kiesett  |
| Nyikolaj Krjukov                                                                                        | Ugrás            | 9,612     | 21.*      | kiesett  | kiesett  |
| Nyikolaj Krjukov                                                                                        | Korlát           | 8,812     | 68.**     | kiesett  | kiesett  |
| Nyikolaj Krjukov                                                                                        | Nyújtó           | 9,625     | 29.**     | kiesett  | kiesett  |
| Nyikolaj Krjukov                                                                                        | Gyűrű            | 9,537     | 26.***    | kiesett  | kiesett  |
| Nyikolaj Krjukov                                                                                        | Lólengés         | 9,750     | 7.        | 9,700    | 8.       |
| Nyikolaj Krjukov                                                                                        | Egyéni összetett | 47,336    | 56.       | kiesett  | kiesett  |
| Dmitrij Drevin                                                                                          | Talaj            | 9,225     | 36.****   | kiesett  | kiesett  |
| Dmitrij Drevin                                                                                          | Egyéni összetett | 9,225     | 96.       | kiesett  | kiesett  |
| Makszim Aljosin Alekszej Bondarenko Dmitrij Drevin Nyikolaj Krjukov Alekszej Nyemov Jevgenyij Podgornij | Csapat összetett | 230,133   | 1.        | 230,019  |          |

Női
| Versenyző | Versenyszám      | Selejtező | Selejtező | Döntő    | Döntő    |
| Versenyző | Versenyszám      | Pontszám  | Helyezés  | Pontszám | Helyezés |
| --- | ---------------- | --------- | --------- | -------- | -------- |
| Jekatyerina Lobaznyuk | Talaj            | 9,612     | 10.*      | kiesett  | kiesett  |
| Jekatyerina Lobaznyuk | Ugrás            | 9,637     | 6.        | 9,674    |          |
| Jekatyerina Lobaznyuk | Felemás korlát   | 9,675     | 15.*      | kiesett  | kiesett  |
| Jekatyerina Lobaznyuk | Gerenda          | 9,762     | 3.*       | 9,787    |          |
| Jekatyerina Lobaznyuk | Egyéni összetett | 38,686    | 4.        | 38,393   | 4.       |
| Jelena Zamolodcsikova | Talaj            | 9,662     | 6.        | 9,850    |          |
| Jelena Zamolodcsikova | Ugrás            | 9,612     | 9.        | 9,731    |          |
| Jelena Zamolodcsikova | Felemás korlát   | 9,687     | 11.*      | kiesett  | kiesett  |
| Jelena Zamolodcsikova | Gerenda          | 9,375     | 38.*      | kiesett  | kiesett  |
| Jelena Zamolodcsikova | Egyéni összetett | 38,336    | 7.        | 38,268   | 6.       |
| Szvetlana Horkina | Talaj            | 9,762     | 2.        | 9,812    |          |
| Szvetlana Horkina | Ugrás            | 9,731     | 3.        | kiesett  | kiesett  |
| Szvetlana Horkina | Felemás korlát   | 9,850     | 1.        | 9,862    |          |
| Szvetlana Horkina | Gerenda          | 9,662     | 12.*      | kiesett  | kiesett  |
| Szvetlana Horkina | Egyéni összetett | 39,005    | 1.        | 37,929   | 10.      |
| Jelena Produnova | Talaj            | 9,637     | 8.        | kiesett  | kiesett  |
| Jelena Produnova | Ugrás            | 9,368     | 24.       | kiesett  | kiesett  |
| Jelena Produnova | Felemás korlát   | 9,762     | 5.*       | 9,650    | 7.       |
| Jelena Produnova | Gerenda          | 9,762     | 3.*       | 9,775    |          |
| Jelena Produnova | Egyéni összetett | 38,529    | 5.        | kiesett  | kiesett  |
| Anasztaszija Kolesznyikova                                                                                               | Felemás korlát   | 9,625     | 24.*      | kiesett  | kiesett  |
| Anasztaszija Kolesznyikova                                                                                               | Gerenda          | 9,587     | 20.       | kiesett  | kiesett  |
| Anasztaszija Kolesznyikova                                                                                               | Egyéni összetett | 19,212    | 80.       | kiesett  | kiesett  |
| Anna Csepeleva | Talaj            | 9,425     | 26.       | kiesett  | kiesett  |
| Anna Csepeleva | Ugrás            | 9,474     | 13.       | kiesett  | kiesett  |
| Anna Csepeleva | Egyéni összetett | 18,899    | 83.       | kiesett  | kiesett  |
| Anna Csepeleva Szvetlana Horkina Anasztaszija Kolesznyikova Jekatyerina Lobaznyuk Jelena Produnova Jelena Zamolodcsikova | Csapat összetett | 154,874   | 1.        | 154,403  |          |

### Ritmikus gimnasztika
| Versenyző         | Versenyszám | Selejtező | Selejtező | Selejtező | Selejtező | Selejtező | Selejtező | Selejtező | Selejtező | Selejtező | Selejtező | Döntő | Döntő | Döntő  | Döntő  | Döntő | Döntő | Döntő  | Döntő  | Döntő    | Döntő    |
| Versenyző         | Versenyszám | Kötél     | Kötél     | Karika    | Karika    | Labda     | Labda     | Szalag    | Szalag    | Összesen  | Összesen  | Kötél | Kötél | Karika | Karika | Labda | Labda | Szalag | Szalag | Összesen | Összesen |
| Versenyző         | Versenyszám | Pont      | Hely.     | Pont      | Hely.     | Pont      | Hely.     | Pont      | Hely.     | Pont      | Hely.     | Pont  | Hely. | Pont   | Hely.  | Pont  | Hely. | Pont   | Hely.  | Pont     | Hely.    |
| ----------------- | ----------- | --------- | --------- | --------- | --------- | --------- | --------- | --------- | --------- | --------- | --------- | ----- | ----- | ------ | ------ | ----- | ----- | ------ | ------ | -------- | -------- |
| Julija Barszukova | Egyéni      | 9,900     | 2.*       | 9,900     | 3.        | 9,900     | 3.        | 9,900     | 3.*       | 39,600    | 3.        | 9,883 | 3.    | 9,900  | 1.     | 9,916 | 3.    | 9,933  | 2.     | 39,632   |          |
| Alina Kabajeva    | Egyéni      | 9,916     | 1.        | 9,925     | 1.        | 9,925     | 1.        | 9,925     | 1.        | 39,691    | 1.        | 9,925 | 1.    | 9,641  | 9.     | 9,950 | 1.    | 9,950  | 1.     | 39,466   |          |

* - egy másik versenyzővel azonos eredményt ért el
| Versenyző                                                                                     | Versenyszám | Selejtező  | Selejtező  | Selejtező            | Selejtező            | Selejtező | Selejtező | Döntő      | Döntő      | Döntő                | Döntő                | Döntő    | Döntő    |
| Versenyző                                                                                     | Versenyszám | 5 buzogány | 5 buzogány | 3 szalag és 2 karika | 3 szalag és 2 karika | Összesen  | Összesen  | 5 buzogány | 5 buzogány | 3 szalag és 2 karika | 3 szalag és 2 karika | Összesen | Összesen |
| Versenyző                                                                                     | Versenyszám | Pont       | Hely.      | Pont                 | Hely.                | Pont      | Hely.     | Pont       | Hely.      | Pont                 | Hely.                | Pont     | Hely.    |
| --------------------------------------------------------------------------------------------- | ----------- | ---------- | ---------- | -------------------- | -------------------- | --------- | --------- | ---------- | ---------- | -------------------- | -------------------- | -------- | -------- |
| Irina Belova Natalja Lavrova Marija Nyetyeszova Jelena Salamova Vera Simanszkaja Irina Zilber | Csapat      | 19,700     | 1.**       | 19,666               | 2.                   | 39,366    | 2.        | 19,800     | 1.*        | 19,700               | 2.*                  | 39,500   |          |

* - egy másik csapattal azonos eredményt ért el

** - két másik csapattal azonos eredményt ért el

### Trambulin
| Versenyző              | Versenyszám | Selejtező | Selejtező | Döntő    | Döntő    |
| Versenyző              | Versenyszám | Pontszám  | Helyezés  | Pontszám | Helyezés |
| ---------------------- | ----------- | --------- | --------- | -------- | -------- |
| Alekszandr Moszkalenko | Férfi       | 69,0      | 1.        | 41,7     |          |
| Irina Karavajeva       | Női         | 65,2      | 2.        | 38,9     |          |

## Triatlon
| Versenyző         | Versenyszám | 1,5 km úszás | Depózás 1 | 40 km kerékpározás | Depózás 2 | 10 km futás | Összesítés | Összesítés |
| Versenyző         | Versenyszám | Idő          | Idő       | Idő                | Idő       | Idő         | Idő        | Helyezés   |
| ----------------- | ----------- | ------------ | --------- | ------------------ | --------- | ----------- | ---------- | ---------- |
| Nyina Anyiszimova | Női         | 19:17,28     | 30,30     | 1:05:14,90         | 27,10     | 37:56,77    | 2:03:26,35 | 12.        |

## Úszás
Férfi
| Versenyző                                                                            | Versenyszám            | Előfutam | Előfutam | Előfutam | Elődöntő | Elődöntő | Elődöntő | Döntő    | Döntő    |
| Versenyző                                                                            | Versenyszám            | Idő      | Hely.    | Össz.    | Idő      | Hely.    | Össz.    | Idő      | Helyezés |
| ------------------------------------------------------------------------------------ | ---------------------- | -------- | -------- | -------- | -------- | -------- | -------- | -------- | -------- |
| Alekszandr Popov                                                                     | 50 m gyors             | 22,15    | 1.       | 3.       | 22,17    | 2.       | 4.       | 22,24    | 6.       |
| Alekszandr Popov                                                                     | 100 m gyors            | 49,29    | 3.       | 4.       | 48,84    | 2.       | 3.       | 48,69    |          |
| Gyenyisz Pimankov                                                                    | 100 m gyors            | 49,45    | 1.*      | 6.*      | 49,43    | 3.       | 7.       | 49,36    | 7.       |
| Gyenyisz Pimankov                                                                    | 50 m gyors             | 22,74    | 5.       | 15.      | 22,89    | 8.       | 16.      | kiesett  | kiesett  |
| Andrej Kapralov                                                                      | 200 m gyors            | 1:49,92  | 5.       | 13.      | 1:49,04  | 6.       | 10.      | kiesett  | kiesett  |
| Alekszej Filipec                                                                     | 400 m gyors            | 3:52,21  | 5.       | 14.      |          |          |          | kiesett  | kiesett  |
| Alekszej Filipec                                                                     | 1500 m gyors           | 15:10,94 | 2.       | 5.       |          |          |          | 14:56,88 | 4.       |
| Alekszej Kovrigin                                                                    | 1500 m gyors           | 15:30,69 | 6.       | 22.      |          |          |          | kiesett  | kiesett  |
| Alekszej Kovrigin                                                                    | 400 m vegyes           | 4:22,21  | 1.       | 17.      |          |          |          | kiesett  | kiesett  |
| Andrej Kapralov Gyenyisz Pimankov Alekszandr Popov Dmitrij Csernisov Leonyid Hohlov  | 4 × 100 m gyorsváltó   | 3:19,70  | 2.       | 6.       |          |          |          | kizárták | kizárták |
| Dmitrij Csernisov Andrej Kapralov Szergej Lavrenov Alekszej Filipec Alekszej Jegorov | 4 × 200 m gyorsváltó   | 7:23,58  | 4.       | 8.       |          |          |          | 7:24,37  | 8.       |
| Szergej Osztapcsuk                                                                   | 100 m hát              | 56,26    | 2.       | 19.*     | kiesett  | kiesett  | kiesett  | kiesett  | kiesett  |
| Szergej Osztapcsuk                                                                   | 200 m hát              | 2:00,17  | 4.       | 8.       | 2:00,47  | 7.       | 12.      | kiesett  | kiesett  |
| Roman Szludnov                                                                       | 100 m mell             | 1:02,15  | 3.       | 10.      | 1:01,15  | 1.       | 2.       | 1:00,91  |          |
| Roman Szludnov                                                                       | 200 m mell             | 2:16,26  | 4.       | 20.      | kiesett  | kiesett  | kiesett  | kiesett  | kiesett  |
| Dmitrij Komornyikov                                                                  | 200 m mell             | 2:15,70  | 5.       | 16.      | 2:13,95  | 5.       | 9.       | kiesett  | kiesett  |
| Dmitrij Komornyikov                                                                  | 100 m mell             | 1:01,87  | 4.       | 7.       | 1:01,88  | 5.       | 10.      | kiesett  | kiesett  |
| Igor Marcsenko                                                                       | 100 m pillangó         | 53,98    | 7.       | 19.      | kiesett  | kiesett  | kiesett  | kiesett  | kiesett  |
| Anatolij Poljakov                                                                    | 100 m pillangó         | 53,30    | 3.       | 7.       | 53,32    | 6.       | 8.       | 53,13    | 7.*      |
| Anatolij Poljakov                                                                    | 200 m pillangó         | 1:57,67  | 2.       | 5.       | 1:56,78  | 2.       | 2.       | 1:56,34  | 4.       |
| Gyenyisz Pankratov                                                                   | 200 m pillangó         | 1:58,01  | 4.       | 9.       | 1:57,24  | 5.       | 8.       | 1:57,97  | 7.       |
| Vlagyiszlav Aminov Dmitrij Komornyikov Igor Marcsenko Gyenyisz Pimankov              | 4 × 100 m vegyes váltó | 3:40,83  | 4.       | 9.       |          |          |          | kiesett  | kiesett  |

Női
| Versenyző                                                         | Versenyszám            | Előfutam | Előfutam | Előfutam | Elődöntő | Elődöntő | Elődöntő | Döntő   | Döntő    |
| Versenyző                                                         | Versenyszám            | Idő      | Hely.    | Össz.    | Idő      | Hely.    | Össz.    | Idő     | Helyezés |
| ----------------------------------------------------------------- | ---------------------- | -------- | -------- | -------- | -------- | -------- | -------- | ------- | -------- |
| Jekatyerina Kibalo                                                | 50 m gyors             | 26,37    | 6.       | 33.      | kiesett  | kiesett  | kiesett  | kiesett | kiesett  |
| Jekatyerina Kibalo                                                | 100 m gyors            | 56,97    | 6.       | 20.      | kiesett  | kiesett  | kiesett  | kiesett | kiesett  |
| Nagyezsda Csemezova                                               | 200 m gyors            | 2:00,47  | 3.       | 9.       | 1:59,69  | 4.       | 4.       | 1:58,86 | 4.*      |
| Nagyezsda Csemezova                                               | 400 m gyors            | 4:10,76  | 2.       | 6.*      |          |          |          | 4:10,37 | 5.       |
| Irina Ufimceva                                                    | 400 m gyors            | 4:15,41  | 5.       | 17.*     |          |          |          | kiesett | kiesett  |
| Irina Ufimceva                                                    | 800 m gyors            | 8:44,64  | 7.       | 17.*     |          |          |          | kiesett | kiesett  |
| Marina Csepurkova Jekatyerina Kibalo Inna Jaickaja Ljubov Jugyina | 4 × 100 m gyorsváltó   | 3:46,79  | 5.       | 10.      |          |          |          | kiesett | kiesett  |
| Nagyezsda Csemezova Julija Fomenko Irina Ufimceva Ljubov Jugyina  | 4 × 200 m gyorsváltó   | 8:08,03  | 6.       | 10.      |          |          |          | kiesett | kiesett  |
| Irina Rajevszkaja                                                 | 100 m hát              | 1:04,76  | 6.       | 29.      | kiesett  | kiesett  | kiesett  | kiesett | kiesett  |
| Irina Rajevszkaja                                                 | 200 m hát              | 2:16,13  | 6.       | 19.      | kiesett  | kiesett  | kiesett  | kiesett | kiesett  |
| Olga Bakalgyina                                                   | 100 m mell             | 1:10,53  | 6.       | 17.      | kiesett  | kiesett  | kiesett  | kiesett | kiesett  |
| Olga Bakalgyina                                                   | 200 m mell             | 2:28,19  | 2.       | 10.      | 2:25,41  | 3.       | 3.       | 2:25,47 | 5.       |
| Natalja Szutyagina                                                | 100 m pillangó         | 59,50    | 4.       | 10.      | 59,30    | 5.       | 11.      | kiesett | kiesett  |
| Jekatyerina Vinogradova                                           | 100 m pillangó         | 1:01,54  | 8.       | 31.      | kiesett  | kiesett  | kiesett  | kiesett | kiesett  |
| Jekatyerina Vinogradova                                           | 200 m pillangó         | 2:11,94  | 7.       | 18.      | kiesett  | kiesett  | kiesett  | kiesett | kiesett  |
| Okszana Verevka                                                   | 200 m vegyes           | 2:13,48  | 1.       | 1.       | 2:14,04  | 3.       | 6.       | 2:13,88 | 6.       |
| Okszana Verevka                                                   | 400 m vegyes           | 4:45,07  | 3.       | 10.      |          |          |          | kiesett | kiesett  |
| Olga Bakalgyina Natalja Szutyagina Okszana Verevka Inna Jaickaja  | 4 × 100 m vegyes váltó | 4:09,64  | 5.       | 9.       |          |          |          | kiesett | kiesett  |

* - egy másik versenyzővel azonos eredményt ért el

## Vitorlázás
Férfi
| Versenyző                         | Versenyszám     | Futam | Futam | Futam | Futam | Futam | Futam  | Futam | Futam | Futam | Futam | Futam  | Pontszám | Helyezés |
| Versenyző                         | Versenyszám     | 1     | 2     | 3     | 4     | 5     | 6      | 7     | 8     | 9     | 10    | 11     | Pontszám | Helyezés |
| --------------------------------- | --------------- | ----- | ----- | ----- | ----- | ----- | ------ | ----- | ----- | ----- | ----- | ------ | -------- | -------- |
| Vlagyimir Moiszejev               | Szörfvitorlázás | 29    | 31    | 17    | 30    | (34)  | (32)   | 30    | 30    | 29    | 27    | 28     | 251,0    | 33.      |
| Jevgenyij Csernov                 | Finn dingi      | (26*) | 15    | (24)  | 22    | 20    | 21     | 19    | 21    | 10    | 23    | 21     | 172,0    | 23.      |
| Dmitrij Berezkin Mihail Krutyikov | 470-es osztály  | 9,0   | 17,0  | 1,0   | 2,0   | 14,0  | (26,0) | 11,0  | 11,0  | 7,0   | 10,0  | (29,0) | 82,0     | 11.      |

Női
| Versenyző                               | Versenyszám    | Futam | Futam  | Futam | Futam | Futam | Futam | Futam  | Futam | Futam | Futam | Futam | Pontszám | Helyezés |
| Versenyző                               | Versenyszám    | 1     | 2      | 3     | 4     | 5     | 6     | 7      | 8     | 9     | 10    | 11    | Pontszám | Helyezés |
| --------------------------------------- | -------------- | ----- | ------ | ----- | ----- | ----- | ----- | ------ | ----- | ----- | ----- | ----- | -------- | -------- |
| Anna Baszalkina Vlagyiszlava Ukrainceva | 470-es osztály | 12,0  | (15,0) | 13,0  | 4,0   | 14,0  | 13,0  | (16,0) | 12,0  | 6,0   | 14,0  | 14,0  | 102,0    | 15.      |

Nyílt
| Versenyző                                 | Versenyszám | Futam | Futam  | Futam | Futam  | Futam | Futam | Futam | Futam | Futam | Futam | Futam | Pontszám | Helyezés |
| Versenyző                                 | Versenyszám | 1     | 2      | 3     | 4      | 5     | 6     | 7     | 8     | 9     | 10    | 11    | Pontszám | Helyezés |
| ----------------------------------------- | ----------- | ----- | ------ | ----- | ------ | ----- | ----- | ----- | ----- | ----- | ----- | ----- | -------- | -------- |
| Vlagyimir Krutszkih                       | Laser       | 15    | 9      | 15    | 17     | (31)  | 12    | 19    | 24    | (29)  | 14    | 18    | 143,0    | 20.      |
| Konsztantyin Jemeljanov Alekszandr Janyin | Tornádó     | 12,0  | (17,0) | 14,0  | (16,0) | 14,0  | 14,0  | 8,0   | 13,0  | 16,0  | 13,0  | 14,0  | 151,0    | 15.      |

| Versenyző                                        | Versenyszám | Futam | Futam | Futam | Futam | Futam | Futam | Futam | Futam | 1. forduló | 1. forduló | 2. forduló | 2. forduló | Negyeddöntő | Negyeddöntő | Elődöntő | Elődöntő | Döntő   | Helyezés |
| Versenyző                                        | Versenyszám | 1     | 2     | 3     | 4     | 5     | 6     | Pont  | Hely. | Gy–V       | Hely.      | Gy–V       | Hely.      | Gy–V        | Hely.       | Gy–V     | Hely.    | Gy–V    | Helyezés |
| ------------------------------------------------ | ----------- | ----- | ----- | ----- | ----- | ----- | ----- | ----- | ----- | ---------- | ---------- | ---------- | ---------- | ----------- | ----------- | -------- | -------- | ------- | -------- |
| Georgij Sajduko Oleg Hopjorszkij Andrej Kiriljuk | Soling      | 2     | 8     | 4     | 8     | 6     | (9)   | 28    | 5.    | erőnyerő   | erőnyerő   | 3–2        | 3.         | 1–4         | 6.          | kiesett  | kiesett  | kiesett | 6.       |

* - kizárták

## Vívás
Férfi
| Versenyző                                                         | Versenyszám       | Selejtező         | 32-es főtábla                     | Nyolcaddöntő                   | Negyeddöntő                                                                    | Elődöntő                                                                                              | Bronz- mérkőzés                                                                         | Döntő                                                                                         | Helyezés |
| Versenyző                                                         | Versenyszám       | Ellenfél Eredmény | Ellenfél Eredmény                 | Ellenfél Eredmény              | Ellenfél Eredmény                                                              | Ellenfél Eredmény                                                                                     | Ellenfél Eredmény                                                                       | Ellenfél Eredmény                                                                             | Helyezés |
| ----------------------------------------------------------------- | ----------------- | ----------------- | --------------------------------- | ------------------------------ | ------------------------------------------------------------------------------ | --- | --------------------------------------------------------------------------------------- | --------------------------------------------------------------------------------------------- | -------- |
| Andrej Gyejev                                                     | Tőr, egyéni       | erőnyerő          | Richard Breutner (GER) · 10-15    | kiesett                        | kiesett                                                                        | kiesett                                                                                               | kiesett                                                                                 | kiesett                                                                                       | 25.      |
| İlqar Məmmədov                                                    | Tőr, egyéni       | erőnyerő          | Carlos Rodríguez (VEN) · 14-15    | kiesett                        | kiesett                                                                        | kiesett                                                                                               | kiesett                                                                                 | kiesett                                                                                       | 21.      |
| Dmitrij Sevcsenko                                                 | Tőr, egyéni       | erőnyerő          | Adam Krzesiński (POL) · 15-8      | Elvis Gregory (CUB) · 15-14    | Salvatore Sanzo (ITA) · 15-14                                                  | Kim Jongho (KOR) · 14-15                                                                              | Jean-Noël Ferrari (FRA) · 15-14                                                         |                                                                                               |          |
| Pavel Kolobkov                                                    | Párbajtőr, egyéni | erőnyerő          | Meelis Loit (EST) · 15-9          | I Szangjop (KOR) · 15-8        | Iván Trevejo (CUB) · 15-14                                                     | I Szanggi (KOR) · 13-9                                                                                |                                                                                         | Hugues Obry (FRA) · 15-12                                                                     |          |
| Alekszej Froszin                                                  | Kard, egyéni      | erőnyerő          | Marcin Sobala (POL) · 15-12       | James Williams (GBR) · 15-8    | Wiradech Kothny (GER) · 12-15                                                  | kiesett                                                                                               | kiesett                                                                                 | kiesett                                                                                       | 6.       |
| Sztanyiszlav Pozdnyakov                                           | Kard, egyéni      | erőnyerő          | Zhao Chunsheng (CHN) · 15-11      | Mathieu Gourdain (FRA) · 11-15 | kiesett                                                                        | kiesett                                                                                               | kiesett                                                                                 | kiesett                                                                                       | 9.       |
| Szergej Sarikov                                                   | Kard, egyéni      | erőnyerő          | Volodimir Lukasenko (UKR) · 15-11 | Wiradech Kothny (GER) · 14-15  | kiesett                                                                        | kiesett                                                                                               | kiesett                                                                                 | kiesett                                                                                       | 10.      |
| Dmitrij Sevcsenko İlqar Məmmədov Andrej Gyejev Alekszandr Lakatos | Tőr, csapat       |                   |                                   |                                | Kína (CHN) · Tung Csao-cse · Vang Haj-pin · Je Csung · 30-45                   | Az 5–8. helyért · Ukrajna (UKR) · Olekszij Kruhljak · Szerhij Holubickij · Olekszij Brizhalov · 36-45 | A 7. helyért · Kuba (CUB) · Elvis Gregory · Oscar García Pérez · Rolando Tucker · 39-45 |                                                                                               | 8.       |
| Szergej Sarikov Sztanyiszlav Pozdnyakov Alekszej Froszin          | Kard, csapat      |                   |                                   | erőnyerő                       | Magyarország (HUN) · Ferjancsik Domonkos · Köves Csaba · Nemcsik Zsolt · 45-39 | Románia (ROU) · Mihai Covaliu · Florin Lupeică · Victor Gaureanu · 45-28                              |                                                                                         | Franciaország (FRA) · Mathieu Gourdain · Damien Touya · Julien Pillet · Cédric Séguin · 45-32 |          |

Női
| Versenyző                                                           | Versenyszám       | Selejtező                        | 32-es főtábla                       | Nyolcaddöntő                     | Negyeddöntő                                                               | Elődöntő                                                                           | Bronz- mérkőzés                                                                             | Döntő                                                                         | Helyezés |
| Versenyző                                                           | Versenyszám       | Ellenfél Eredmény                | Ellenfél Eredmény                   | Ellenfél Eredmény                | Ellenfél Eredmény                                                         | Ellenfél Eredmény                                                                  | Ellenfél Eredmény                                                                           | Ellenfél Eredmény                                                             | Helyezés |
| ------------------------------------------------------------------- | ----------------- | -------------------------------- | ----------------------------------- | -------------------------------- | ------------------------------------------------------------------------- | ---------------------------------------------------------------------------------- | ------------------------------------------------------------------------------------------- | ----------------------------------------------------------------------------- | -------- |
| Szvetlana Bojko                                                     | Tőr, egyéni       | erőnyerő                         | Magdalena Mroczkiewicz (POL) · 9-15 | kiesett                          | kiesett                                                                   | kiesett                                                                            | kiesett                                                                                     | kiesett                                                                       | 19.      |
| Olga Sarkova-Szidorova                                              | Tőr, egyéni       | erőnyerő                         | Iris Zimmermann (USA) · 13-15       | kiesett                          | kiesett                                                                   | kiesett                                                                            | kiesett                                                                                     | kiesett                                                                       | 23.      |
| Jekatyerina Juseva                                                  | Tőr, egyéni       | erőnyerő                         | Ann Marsh (USA) · 9-15              | kiesett                          | kiesett                                                                   | kiesett                                                                            | kiesett                                                                                     | kiesett                                                                       | 17.      |
| Karina Aznavurjan                                                   | Párbajtőr, egyéni | Natalja Goncsarova (KAZ) · 15-13 | Marija Mazina (RUS) · 11-15         | kiesett                          | kiesett                                                                   | kiesett                                                                            | kiesett                                                                                     | kiesett                                                                       | 28.      |
| Tatyjana Logunova                                                   | Párbajtőr, egyéni | erőnyerő                         | Ko Dzsongdzson (KOR) · 15-9         | Sophie Lamon (SUI) · 15-8        | Valérie Barlois-Mevel-Leroux (FRA) · 15-10                                | Gianna Hablützel-Bürki (SUI) · 12-13                                               | Laura Flessel-Colovic (FRA) · 6-15                                                          |                                                                               | 4.       |
| Marija Mazina                                                       | Párbajtőr, egyéni | erőnyerő                         | Karina Aznavurjan (RUS) · 15-11     | Margherita Zalaffi (ITA) · 13-15 | kiesett                                                                   | kiesett                                                                            | kiesett                                                                                     | kiesett                                                                       | 11.      |
| Szvetlana Bojko Jekatyerina Juseva Olga Sarkova-Szidorova           | Tőr, csapat       |                                  |                                     | erőnyerő                         | Németország (GER) · Sabine Bau · Rita König · Monika Weber-Koszto · 35-38 | Az 5–8. helyért · Kína (CHN) · Xiao Aihua · Meng Jie · Yuan Li · Zhang Lei · 45-33 | Az 5. helyért · Magyarország (HUN) · Knapek Edina · Lantos Gabriella · Mohamed Aida · 45-38 |                                                                               | 5.       |
| Karina Aznavurjan Tatyjana Logunova Marija Mazina Okszana Jermakova | Párbajtőr, csapat |                                  |                                     |                                  | Németország (GER) · Katja Nass · Imke Duplitzer · Claudia Bokel · 45-43   | Magyarország (HUN) · Nagy Tímea · Mincza Ildikó · Szalay Gyöngyi · 45-44           |                                                                                             | Svájc (SUI) · Gianna Hablützel-Bürki · Sophie Lamon · Diana Romagnoli · 45-35 |          |

## Vízilabda

### Férfi
| Orosz férfi vízilabdacsapat-játékoskeret                                                                                       | Orosz férfi vízilabdacsapat-játékoskeret                                                                     |
| --- | --- |
| - Roman Balasov - Revaz Csomahidze - Dmitrij Dugin - Szergej Garbuzov - Dmitrij Gorskov - Nyikolaj Kozlov - Nyikolaj Makszimov | - Andrej Rekecsinszkij - Dmitrij Sztratan - Jurij Jacev - Alekszandr Jerisov - Marat Zakirov - Irek Zinnurov |

#### Eredmények
A csoport
| Csapat              | M | Gy | D | V | G+ | G– | Gk  | P |
| ------------------- | - | -- | - | - | -- | -- | --- | - |
| Oroszország (RUS)   | 5 | 4  | 1 | 0 | 51 | 28 | +23 | 9 |
| Olaszország (ITA)   | 5 | 4  | 1 | 0 | 43 | 32 | +11 | 9 |
| Spanyolország (ESP) | 5 | 2  | 1 | 2 | 32 | 34 | –2  | 5 |
| Ausztrália (AUS)    | 5 | 1  | 2 | 2 | 38 | 36 | +2  | 4 |
| Kazahsztán (KAZ)    | 5 | 1  | 1 | 3 | 41 | 46 | –5  | 3 |
| Szlovákia (SVK)     | 5 | 0  | 0 | 5 | 30 | 59 | –29 | 0 |

| 2000. szeptember 23. 17:30 | Ausztrália (AUS)     | 4–6 | Oroszország (RUS) | Játékvezetők: Petrus Hendrik Bookelman (NED), Dragan Rajevic (YUG) |
| 2000. szeptember 23. 17:30 | (1–2, 0–1, 1–2, 2–1) |     |                   | Játékvezetők: Petrus Hendrik Bookelman (NED), Dragan Rajevic (YUG) |
| 2000. szeptember 23. 17:30 | Kovalenko 2          |     | hat játékos 1     | Játékvezetők: Petrus Hendrik Bookelman (NED), Dragan Rajevic (YUG) |

| 2000. szeptember 24. 10:45 | Oroszország (RUS)    | 7–7 | Olaszország (ITA)     | Játékvezetők: Erhan Tulga (TUR), Boris Margeta (SLO) |
| 2000. szeptember 24. 10:45 | (2–1, 3–3, 2–1, 0–2) |     |                       | Játékvezetők: Erhan Tulga (TUR), Boris Margeta (SLO) |
| 2000. szeptember 24. 10:45 | Zakirov 2            |     | Bencivenga, Sottani 2 | Játékvezetők: Erhan Tulga (TUR), Boris Margeta (SLO) |

| 2000. szeptember 25. 15:45 | Kazahsztán (KAZ)     | 7–9 | Oroszország (RUS) | Játékvezetők: Császár György (HUN), Vahid Moradi Shahpar (IRI) |
| 2000. szeptember 25. 15:45 | (1–1, 1–4, 2–2, 3–2) |     |                   | Játékvezetők: Császár György (HUN), Vahid Moradi Shahpar (IRI) |
| 2000. szeptember 25. 15:45 | Elke 2               |     | három játékos 2   | Játékvezetők: Császár György (HUN), Vahid Moradi Shahpar (IRI) |

| 2000. szeptember 26. 10:45 | Oroszország (RUS)    | 8–5 | Spanyolország (ESP) | Játékvezetők: Boris Margeta (SLO), Gad-Shimon Schwartz (ISR) |
| 2000. szeptember 26. 10:45 | (4–3, 1–0, 1–1, 2–1) |     |                     | Játékvezetők: Boris Margeta (SLO), Gad-Shimon Schwartz (ISR) |
| 2000. szeptember 26. 10:45 | Csomahidze 3         |     | Moro 2              | Játékvezetők: Boris Margeta (SLO), Gad-Shimon Schwartz (ISR) |

| 2000. szeptember 27. 10:45 | Szlovákia (SVK)      | 5–21 | Oroszország (RUS) | Játékvezetők: Zeljko Klaric (CRO), Elisabeth Janseen van de Laak (NED) |
| 2000. szeptember 27. 10:45 | (1–7, 1–5, 1–6, 2–3) |      |                   | Játékvezetők: Zeljko Klaric (CRO), Elisabeth Janseen van de Laak (NED) |
| 2000. szeptember 27. 10:45 | Nižný, Veszelits 2   |      | Csomahidze 6      | Játékvezetők: Zeljko Klaric (CRO), Elisabeth Janseen van de Laak (NED) |

Negyeddöntő
| 2000. szeptember 29. 14:30 | Oroszország (RUS)    | 11–10 | Egyesült Államok (USA) | Játékvezetők: Petrus Hendrik Bookelman (NED), Boris Margeta (SLO) |
| 2000. szeptember 29. 14:30 | (3–0, 2–4, 4–3, 2–3) |       |                        | Játékvezetők: Petrus Hendrik Bookelman (NED), Boris Margeta (SLO) |
| 2000. szeptember 29. 14:30 | Jerisov 4            |       | Azevedo, Vigo 3        | Játékvezetők: Petrus Hendrik Bookelman (NED), Boris Margeta (SLO) |

Elődöntő
| 2000. szeptember 30. 14:30 | Oroszország (RUS)                   | 8–7 (h. u.) | Spanyolország (ESP) | Játékvezetők: Renato Dani (ITA), Vlastimil Kratochvil (SVK) |
| 2000. szeptember 30. 14:30 | (3–3, 2–1, 1–1, 1–2, 0–0, 0–0, 1–0) |             |                     | Játékvezetők: Renato Dani (ITA), Vlastimil Kratochvil (SVK) |
| 2000. szeptember 30. 14:30 | Sztratan, Gorskov 2                 |             | Moro 4              | Játékvezetők: Renato Dani (ITA), Vlastimil Kratochvil (SVK) |

Döntő
| 2000. október 1. 16:15 | Oroszország (RUS)    | 6–13 | Magyarország (HUN) | Játékvezetők: Petrus Hendrik Bookelman (NED), Paraskevas Chasekioglou (GRE) |
| 2000. október 1. 16:15 | (1–3, 1–5, 2–2, 2–3) |      |                    | Játékvezetők: Petrus Hendrik Bookelman (NED), Paraskevas Chasekioglou (GRE) |
| 2000. október 1. 16:15 | Jerisov 3            |      | Benedek 4          | Játékvezetők: Petrus Hendrik Bookelman (NED), Paraskevas Chasekioglou (GRE) |

| Csapat            | Helyezés |
| ----------------- | -------- |
| Oroszország (RUS) |          |

### Női
| Orosz női vízilabdacsapat-játékoskeret                                                                                               | Orosz női vízilabdacsapat-játékoskeret                                                                       |
| --- | --- |
| - Marina Akobija - Jekatyerina Anyikejeva - Szofja Konuh - Marija Koroljova - Natalja Kutuzova - Szvetlana Kuzina - Tatyjana Petrova | - Julija Petrova - Galina Ritova - Jelena Szmurova - Jelena Tokun - Irina Tolkunova - Jekatyerina Vasziljeva |

#### Eredmények
Csoportkör
| Csapat                 | M | Gy | D | V | G+ | G– | Gk  | P |
| ---------------------- | - | -- | - | - | -- | -- | --- | - |
| Ausztrália (AUS)       | 5 | 4  | 0 | 1 | 35 | 20 | +15 | 8 |
| Egyesült Államok (USA) | 5 | 3  | 1 | 1 | 36 | 30 | +6  | 7 |
| Hollandia (NED)        | 5 | 3  | 0 | 2 | 27 | 26 | +1  | 6 |
| Oroszország (RUS)      | 5 | 2  | 1 | 2 | 36 | 29 | +7  | 5 |
| Kanada (CAN)           | 5 | 1  | 2 | 2 | 33 | 34 | –1  | 4 |
| Kazahsztán (KAZ)       | 5 | 0  | 0 | 5 | 23 | 51 | –28 | 0 |

| 2000. szeptember 16. 18:00 | Kanada (CAN)         | 7–7 | Oroszország (RUS) | Játékvezetők: Erhan Tulga (TUR), Patrick Clemencon (FRA) |
| 2000. szeptember 16. 18:00 | (2–3, 0–1, 2–2, 3–1) |     |                   | Játékvezetők: Erhan Tulga (TUR), Patrick Clemencon (FRA) |
| 2000. szeptember 16. 18:00 | Dow 3                |     | Petrova, Konuh 2  | Játékvezetők: Erhan Tulga (TUR), Patrick Clemencon (FRA) |

| 2000. szeptember 17. 13:00 | Ausztrália (AUS)     | 6–3 | Oroszország (RUS) | Játékvezetők: Paraskevas Chasekioglou (GRE), Gad-Shimon Schwartz (ISR) |
| 2000. szeptember 17. 13:00 | (2–1, 1–1, 2–1, 1–0) |     |                   | Játékvezetők: Paraskevas Chasekioglou (GRE), Gad-Shimon Schwartz (ISR) |
| 2000. szeptember 17. 13:00 | Woods, Gusterson 2   |     | három játékos 1   | Játékvezetők: Paraskevas Chasekioglou (GRE), Gad-Shimon Schwartz (ISR) |

| 2000. szeptember 18. 18:00 | Oroszország (RUS)    | 5–7 | Egyesült Államok (USA) | Játékvezetők: Renato Dani (ITA), Patrick Clemencon (FRA) |
| 2000. szeptember 18. 18:00 | (1–1, 2–2, 1–3, 1–1) |     |                        | Játékvezetők: Renato Dani (ITA), Patrick Clemencon (FRA) |
| 2000. szeptember 18. 18:00 | öt játékos 1         |     | Simmons 3              | Játékvezetők: Renato Dani (ITA), Patrick Clemencon (FRA) |

| 2000. szeptember 19. 18:00 | Kazahsztán (KAZ)     | 6–15 | Oroszország (RUS)  | Játékvezetők: Gad-Shimon Schwartz (ISR), Vlastimil Kratochvil (SVK) |
| 2000. szeptember 19. 18:00 | (1–5, 1–5, 3–3, 1–2) |      |                    | Játékvezetők: Gad-Shimon Schwartz (ISR), Vlastimil Kratochvil (SVK) |
| 2000. szeptember 19. 18:00 | Alejeva 2            |      | Kuzina, Kutuzova 3 | Játékvezetők: Gad-Shimon Schwartz (ISR), Vlastimil Kratochvil (SVK) |

| 2000. szeptember 20. 18:00 | Oroszország (RUS)    | 6–3 | Hollandia (NED) | Játékvezetők: Erhan Tulga (TUR), Császár György (HUN) |
| 2000. szeptember 20. 18:00 | (1–2, 1–1, 3–0, 1–0) |     |                 | Játékvezetők: Erhan Tulga (TUR), Császár György (HUN) |
| 2000. szeptember 20. 18:00 | Konuh 3              |     | Kuipers 2       | Játékvezetők: Erhan Tulga (TUR), Császár György (HUN) |

Elődöntő
| 2000. szeptember 22. 13:00 | Ausztrália (AUS)     | 7–6 | Oroszország (RUS) | Játékvezetők: Rolf Helmut Ludecke (GER), Boris Margeta (SLO) |
| 2000. szeptember 22. 13:00 | (2–3, 1–1, 1–2, 3–0) |     |                   | Játékvezetők: Rolf Helmut Ludecke (GER), Boris Margeta (SLO) |
| 2000. szeptember 22. 13:00 | Mayer 3              |     | Tokun 2           | Játékvezetők: Rolf Helmut Ludecke (GER), Boris Margeta (SLO) |

Bronzmérkőzés
| 2000. szeptember 23. 20:00 | Oroszország (RUS)    | 4–3 | Hollandia (NED) | Játékvezetők: Erhan Tulga (TUR), Paraskevas Chasekioglou (GRE) |
| 2000. szeptember 23. 20:00 | (0–2, 1–0, 1–1, 2–0) |     |                 | Játékvezetők: Erhan Tulga (TUR), Paraskevas Chasekioglou (GRE) |
| 2000. szeptember 23. 20:00 | Konuh 2              |     | Kuipers 2       | Játékvezetők: Erhan Tulga (TUR), Paraskevas Chasekioglou (GRE) |

| Csapat            | Helyezés |
| ----------------- | -------- |
| Oroszország (RUS) |          |